# Herman Braun-Vega

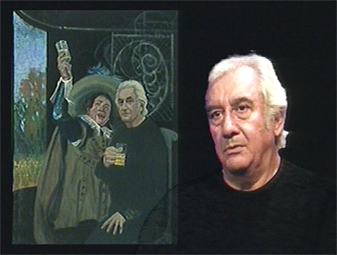
Herman Braun-Vega (um 1995)

Herman Braun-Vega (eigentlich German Braun, * 7. Juli 1933 in Lima; † 2. April 2019 in Paris) war ein französisch-peruanischer Maler.
Obwohl seine Malerei immer figurativ war, wurde sie zunächst (vor 1970) stark von bestimmten Bewegungen der modernen Kunst inspiriert und stand manchmal der Abstraktion nahe. Sie erlebte einen entscheidenden Wendepunkt, als der Künstler 1968 endgültig in Paris niederließ. Durch den Kontakt mit den Werken der großen Meister der Malerei wird Braun-Vega die Kunst des malerischen Zitierens entwickeln. Er beschließt, seine Malerei nicht auf eine ästhetische Forschung zu beschränken, sondern eine klare Bildsprache zu verwenden, die auch für Nicht-Spezialisten zugänglich ist, auch wenn seine Werke oft mehrere Leseebenen aufweisen, um seine Kunst zu einem bevorzugten Kommunikationsmittel mit dem Publikum zu machen. Seine mit Verweisen auf die Kunstgeschichte angereicherte Malerei stellt häufig Figuren, Landschaften, Obst und Gemüse aus seiner Heimat Peru in den Mittelpunkt. Er bekräftigt seine gemischte Herkunft durch ein synkretistisches Werk, das oft sehr farbenfroh ist und mit politischen Botschaften übersät ist, insbesondere durch die Übertragung von Zeitungsausschnitten. Manche werden sagen, er sei engagiert. Der Künstler, der es sich zur Aufgabe gemacht hat, nicht zu malen, um nichts zu sagen, definiert sich vielmehr als Zeuge, der das Gedächtnis des Betrachters aktivieren will. Obwohl er nicht den Anspruch erhebt, einer Bewegung anzugehören, wird sein künstlerisches Schaffen von Kunstkritikern in die Bewegungen der neuen Figuration,  und der narrativen Figuration mit den Merkmalen der Aneignung und manchmal des Gesamtkunstwerks eingeordnet.

## Leben

### Familie
German Braun ist der zweite Sohn von Francisco Braun Weisbrod, einem österreichisch-ungarischen Juden, der 1902 in der Stadt Stuhlweißenberg (Ungarn) geboren wurde, und Armida Vega Noriega, einer peruanischen Katholikin, die im protestantischen Glauben erzogen wurde, und die spanischer sowie indianischer Mestizin aus Iquitos (Peru) ist. Seine gemischte Herkunft wird in seinem Werk eine führende Rolle spielen.
Sein Vater schmückte das Familienhaus mit einer großen Anzahl von Reproduktionen von Gemälden aus allen Epochen und entwickelte so die Vorliebe seiner Kinder für grafische Künste. Der älteste Sohn Max ist der erste, der Maler werden will. Der junge German, der immer wie sein älterer Bruder sein wollte, verdankt seine Berufung zum Maler auch seiner Faszination für das Gemälde Interieur à la fillette de Matisse, dessen Reproduktion in seinem Zimmer hängt. Seine anderen Geschwister haben alle eine Neigung für die grafischen Künste (Herbert (bekannt als Berti), Architekt und Stadtplaner; Alex, Dekorateur; Aurora, Malerin und Zeichnerin).

### Ausbildung

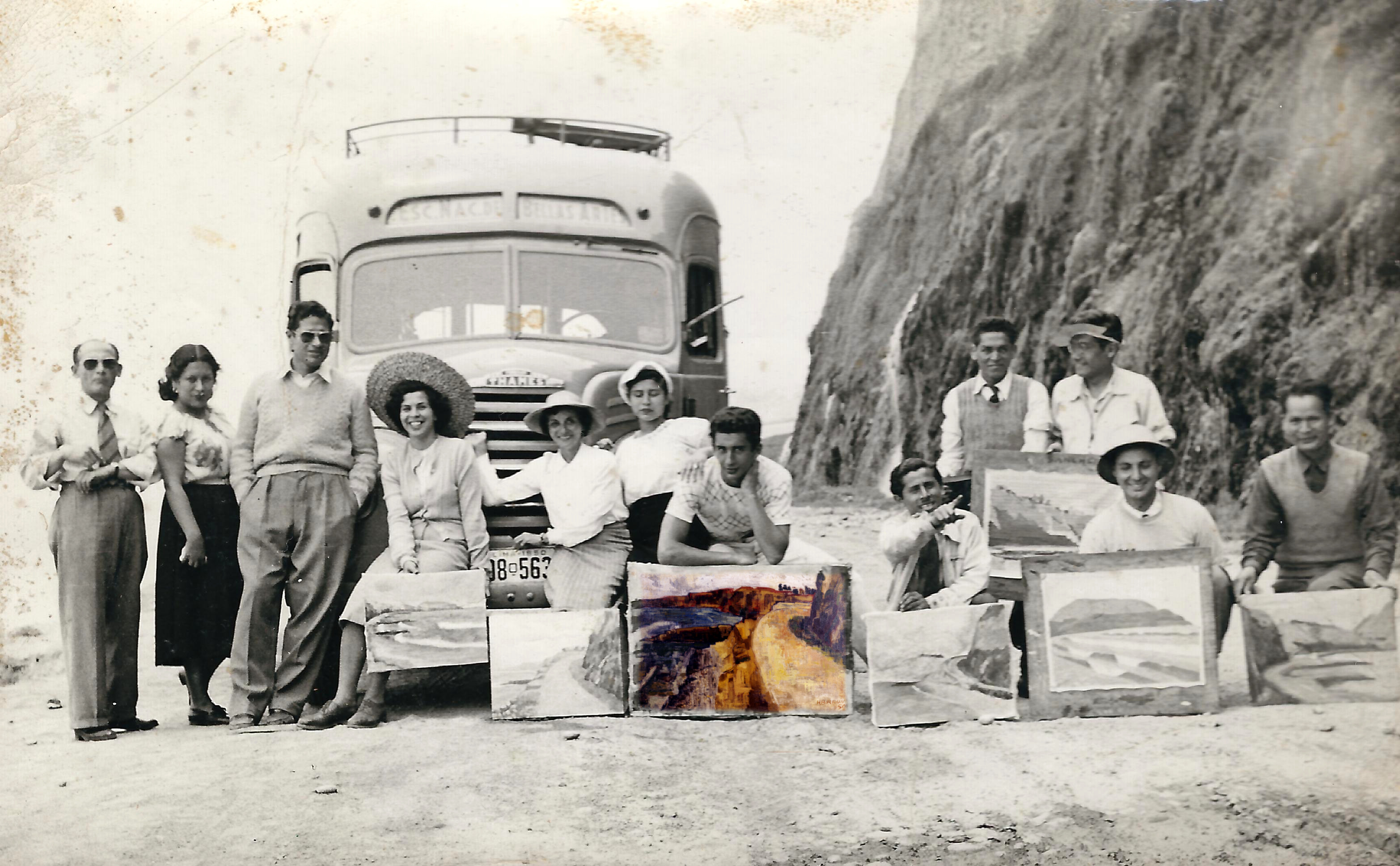
1950 posiert Herman Braun-Vega mit seinem Gemälde La bajada de Chorrillos vor dem Bus der Nationalen Schule der Schönen Künste von Lima, umgeben von seinen Klassenkameraden.

1950 wurde er Schüler von Carlos Quizpez Asín an der Kunsthochschule in Lima. Doch schon Ende 1951 schloss er sich in Paris seinem Bruder Max an, der inzwischen der Maler Fernando Vega geworden war. Verärgert über die französische Aussprache seines Vornamens nennt er sich nun Herman. Von seinem Bruder dem Dichter Jean Sénac vorgestellt, tauchte er bei seiner Ankunft als Bewohner des Hôtel du Vieux-Colombier, das damals von Maria Manton und Louis Nallard geleitet wurde, auf privilegierte Weise in das Pariser Kunstmilieu ein. In Paris hatte er erstmals Gelegenheit, Originalwerke großer Meister zu sehen, die er bisher nur durch Reproduktionen kannte. Von diesem Zeitpunkt an setzte er seine Ausbildung als Autodidakt fort, indem er den Kontakt zu anderen Künstlern pflegte und in Museen die Werke der großen Meister der Malerei studierte.

### Paris-Lima
1952 wurde aus einer flüchtigen Affäre mit der jungen Französin Camille Mülder, die als Modell für den Fotografen Albert Monier arbeitete und häufig in Saint-Germain-des-Prés verkehrte, sein Sohn Eric geboren. Daraufhin legte er seine Karriere als Maler auf Eis und arbeitete für Jean Royère, der ihn mit der Eröffnung einer Dekorationsagentur in Peru beauftragte. 1955 kehrte er mit seinem Sohn nach Lima zurück, wo er sich mit dem Architekten Juan Günther Doering zusammenschloss, um diese Agentur zu gründen. Doch schon bald meldete sich trotz des Erfolgs des Unternehmens wieder die Lust am Malen. In Lima lernte er Nicole Boussel kennen, eine junge Mutter von zwei blonden Kindern. Die Patchworkfamilie, die er mit seinem Sohn, Nicole und ihren beiden Söhnen bildete, war in den Jahren 1963 bis 1966 eine wiederkehrende Inspirationsquelle. 1966 wurde er Präsident der Fundación para las Artes (Stiftung für die Künste), die 1966 und 1967 in Lima Ausstellungen für zeitgenössische Kunst veranstaltete.

### Ein Peruaner in Paris
Doch 1967 kehrte er allein mit seinem Sohn nach Paris zurück, um dort zu leben. Dort lernte er die junge Deutsche Lisbeth Schaudinn, eine Beamtin der UNESCO, kennen, die die Frau seines Lebens wurde. Bei ihr entdeckte er 1968 bei einem Besuch im Picasso-Museum in Barcelona die Serie, die der Meister den Meninas von Velázquez widmete. Diese Entdeckung markiert einen entscheidenden Wendepunkt in seinem Werk. Lisbeth, seine Frau und sein Modell, bot Herman die logistische Unterstützung, die es ihm ermöglichte, sich ganz seiner Kunst zu widmen. Während er in Paris lebte, vergaß er Peru nicht und unternahm zahlreiche Rückreisen nach Lima. Die peruanische Presse berichtete sehr schnell über den Erfolg des Landessohns bei der Pariser Kritik. Er stellte in Paris, Lima, New York, Brüssel usw. aus. In den 1970er Jahren entwickelte er von Ausstellung zu Ausstellung neue Techniken und Themen, die seine späteren Werke bereichern sollten. Er reiste viel und pendelte so häufig zwischen Frankreich und Peru, dass er sich in Los Cóndores, einem Vorort von Lima, ein Haus bauen ließ. Ab den 1980er Jahren ähnelte sein Werk seinem Leben, das zwischen der europäischen Kultur und seinen lateinamerikanischen Wurzeln geteilt war.

### Arcueil
1999, als er es leid war, täglich zwischen seiner Wohnung in der Rue des Apennins und seinem Atelier in Saint-Denis hin und her zu pendeln, beschloss er, alles zu verkaufen und in Arcueil, unweit des Hauses seines Freundes Antonio Segui und des Ateliers seines Freundes Vladimir Velickovic, eine alte Fabrik zu kaufen, die er umbaute, um dort sowohl seinen Wohnsitz als auch sein Atelier einzurichten. Trotz des Umfangs des Projekts, dessen Architektur er selbst entwarf, ließ das Tempo seiner künstlerischen Produktion nicht nach. Im Jahr 2001 war er Gegenstand einer Doppelausstellung in Berlin. Doch dann begannen die gesundheitlichen Probleme. 2009 starb seine Frau Lisbeth an einer Krankheit. Nach dieser schmerzhaften Episode fand er schließlich eine viel jüngere Partnerin, Violette Wojcik, eine begeisterte Verehrerin, die nur wenige Monate nach ihrer Begegnung an Leukämie erkrankte. Er selbst litt an der Parkinson-Krankheit und vollendete 2014 mühsam seine letzten Gemälde. Am Boden zerstört durch den Verlust von Violette im Jahr 2016, konnte er aufgrund seines Gesundheitszustands nicht an der Beerdigung teilnehmen. Trotz allem zeigte er sich entschlossen und behauptete, dass er sein nächstes Gemälde im Auge hatte, aber bis zu seinem Tod am 2. April 2019 malte er nicht mehr.

## Werk

### Die erste Periode (1949–1968), zwischen Lima und Paris.

#### Die fast abstrakte Figuration

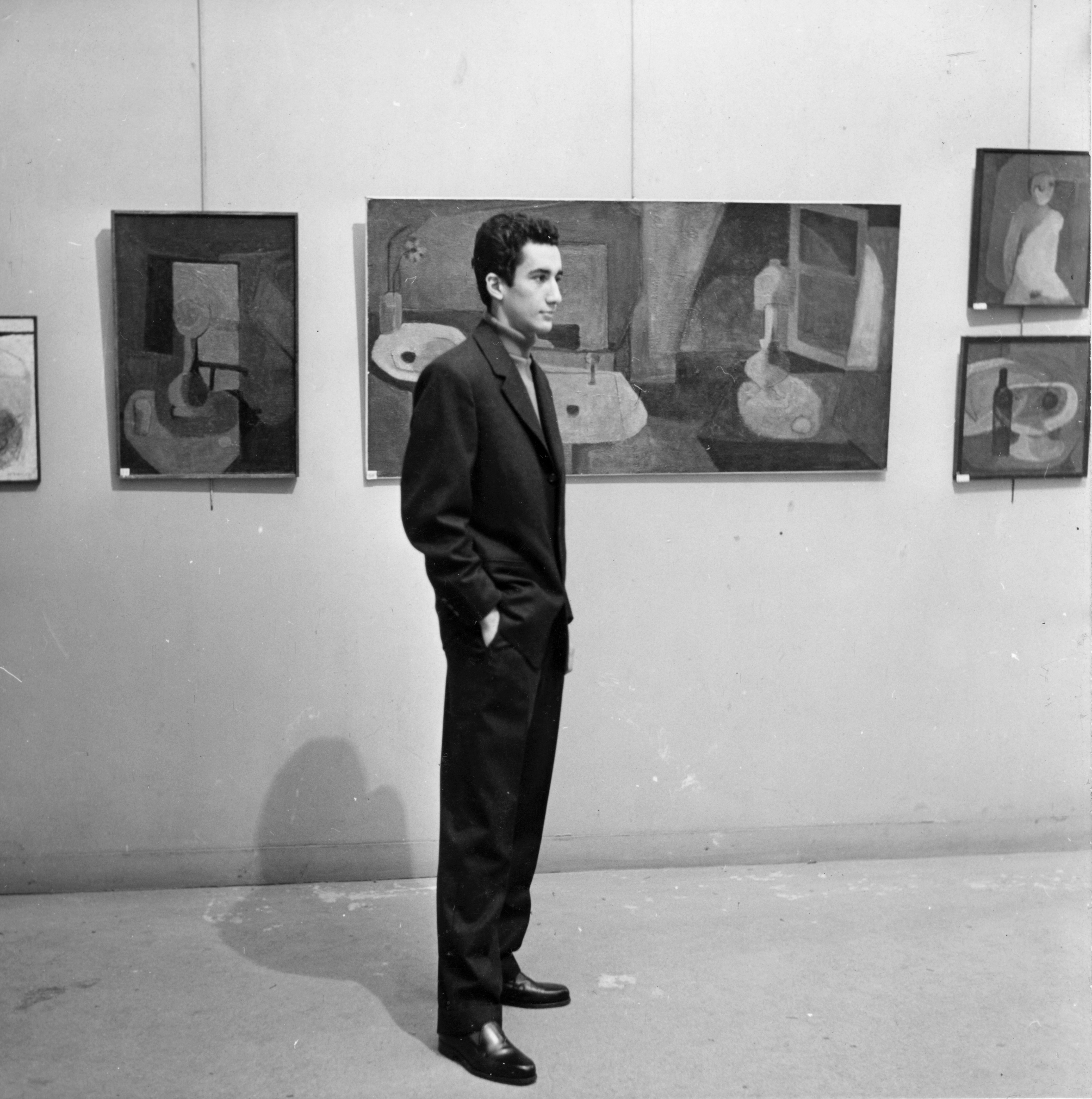
Herman Braun-Vega auf dem Salon d'Automne 1952 in Paris.

Der junge Herman Braun praktizierte eine Malerei, die die Prinzipien der modernen Kunst perfekt integrierte und sich von Bewegungen wie dem Kubismus (Naturaleza muerta con botella de tinto, 1949) und dem Impressionismus (Platanales, 1951) inspirierte, was ihn von jeder Versuchung einer fotografischen Darstellung abhielt. In seinem Schaffen finden sich Spuren seines ersten Aufenthalts in Paris (La Seine, 1952). Der Großteil der Werke aus dieser Zeit wurde jedoch ab 1963 in Lima geschaffen.
Bereits sehr früh wendete er eine ausgesprochen gestische und freie Maltechnik an, die in scharfem Kontrast zur Meisterschaft, Planung und strengen Ausführung seiner späteren Werke (ab 1973) steht. So frei, dass seine Figuration fast an die Abstraktion grenzt (Nature morte au bougeoir, 1960; La jaula, 1963). Doch schon bald genügten ihm rein ästhetische Erwägungen (Palomas en vuelo, 1963) nicht mehr; er verspürte das Bedürfnis, sich auch durch seine Malerei auszudrücken.

#### Die Malerei, die spricht
So verleiht er einigen seiner Figuren manchmal eine Stimme (Adam und Eva, 1965; Encuentro en el campo, 1965) oder unterteilt sein Gemälde wie einen Comic in Tafeln, um erzählerische Inhalte einzufügen (El artista y su modelo, 1968).
Im Jahr 1966 schuf er ein herzzerreißendes Porträt seines Bruders Max, des Malers Fernando Vega, der im Alter von 33 Jahren auf Ibiza an einem Herzstillstand infolge einer Überdosis verstarb. Das Gesicht seines Bruders wird in großen Lettern von der Aufschrift „MI HERMANO MAX“ (spanisch für „Mein Bruder Max“) eingerahmt. Die Unregelmäßigkeit dieser Buchstaben und die Pinselstriche, aus denen sich das Porträt zusammensetzt, zeugen von Zorn. An der Stelle des Herzens offenbart ein Riss die Buchstaben des Ortes des Geschehens: IBIZA. Auch wenn dieses Gemälde in der von ihm ausgedrückten Emotion einzigartig bleibt, ist es ein besonders repräsentatives Beispiel für eine feurige, kraftvolle Malerei, die von Emotionen getragen und von Intuition geleitet wird. Aber es ist auch ein Gemälde, das spricht, das Zeugnis ablegt (in diesem Fall von einem persönlichen Drama).
Indem er seine Malerei sprechen lässt, offenbart er auch einen sehr persönlichen Humor. In seiner Version der Verkündigung (La anunciación, 1966) fragt der Engel Gabriel beim Betrachten eines Ultraschallbilds: „Bist du Jungfrau?“ („Eres virgen?“ auf Spanisch), worauf Maria antwortet: „Noch nicht“ („todavia no“ auf Spanisch).
Den narrativen Effekt, den er durch die Aufteilung seines Gemäldes in Kästchen (La mort d'un pompier, 1969) erzielt, erreicht er auch durch die Schaffung eines Polyptychons (Bodegón, 1967), bei dem jedes Panel dem Kästchen eines Comic-Strips entspricht. So entstand im Mai 1968 ein Triptychon (Liberté? Égalité? Fraternité?), das erstmals in seinem Werk von einem Ereignis der sozialen und politischen Aktualität seiner Zeit zeugt.

### Die Aneignung der großen Meister der Malerei (1968–1978)
Im Juni 1992 erklärte Braun-Vega in einem Interview mit Eduardo Arroyo und Jorge Semprún: „Picasso ist mein Vater, er hat mich zu dem gemacht, was ich bin. Velázquez ist mein Meister, er hat mich zum Maler ausgebildet“. Tatsächlich verdankt er Picasso die große Metamorphose, die in seinem Werk ab 1968 begann und Anfang der 1980er Jahre ihren Höhepunkt fand. Er erklärt es folgendermaßen: „Das Werk anderer mir zu eigen zu machen, das ist die große Lektion, die mir Picasso gegeben hat“. Und tatsächlich, als er 1968 im Picasso-Museum in Barcelona die Meninas-Serie entdeckte, wurde ihm klar, dass man keine Angst davor haben muss, sich die Werke anderer anzueignen.

#### Die Velázquez-Serie (1968)

Velázquez‘ Las Meninas sind das Thema von Herman Brauns Serie Velázquez mis à nu accompagné des menines.

Deshalb stellte er sich nach seiner Rückkehr nach Paris einer Herausforderung und schuf wie Picasso (ohne ihn jedoch zu imitieren) innerhalb von zweieinhalb Monaten eine Gemäldeserie mit dem Titel Vélasquez mis à nu accompagné des ménines en cinquante-trois tableaux. Es handelt sich um eine kinematische Studie („eine Art Zeichentrickfilm“) mit hellen Seitenlichtern und kontrastreichen Farben, von Momenten, die angeblich der Positionierung der Figuren in der Pose des berühmten Gemäldes von Velázquez vorausgingen. Herman Braun greift die in den Vorjahren erprobte Polyptychon-Technik auf, um den gewünschten narrativen Effekt zu erzielen.
Er stellte diese Serie in der Galerie 9 in Paris aus. Die Pariser Kritik war begeistert. Claude Bouyeure urteilte in La Galerie des Arts, dass es sich um eine „gelungene Stilübung“ handele. Suzanne Tenand, in der Tribune des Nations, sah darin „Gemälde voller Geist, Schwung und Talent“. Paule Gauthier, die für Les Lettres françaises schrieb, blieb „angesichts der Richtigkeit von Brauns System tief beeindruckt“. Jean-Jacques Lévêque, in Les Nouvelles littéraires, sah darin den Beweis, „dass eine große Zukunft für die ‚bemalte Oberfläche‘ noch möglich ist“, und lobte im Le Nouveau Journal „eine erstaunliche Virtuosität in der Perspektive des Layouts und der Animation, die für die narrative Figuration spezifisch ist“. Carol Cutler, Herald Tribune, bemerkte „Eine atemberaubende Leistung“. Frédéric Megret, Le Figaro Littéraire, fand den „Maler fesselnd“. Monique Dittière, L'Aurore, lobte „eine große Kühnheit“ und bezeichnete es als „eine gewonnene Wette“. Philippe Caloni, Combat, fasste zusammen: „In der Substanz große Intelligenz. In der Form perfekte Meisterschaft.“.
Das Hauptpolyptychon der Serie, das aus 17 Tafeln besteht, ist im Museo de Antioquia in Medellín, Kolumbien, in der Sammlung der Coltejer Kunstbiennalen ausgestellt. Weitere Gemälde aus der Serie Velásquez mis à nu accompagné des menines, en cinquante-trois tableaux, Nr. 3 und Velázquez yendo a su caballete, sind Teil der lateinamerikanischen Kunstsammlung des Blanton Museum of Art an der University of Texas in Austin, USA.

#### Picasso und Manet (1969–1970)

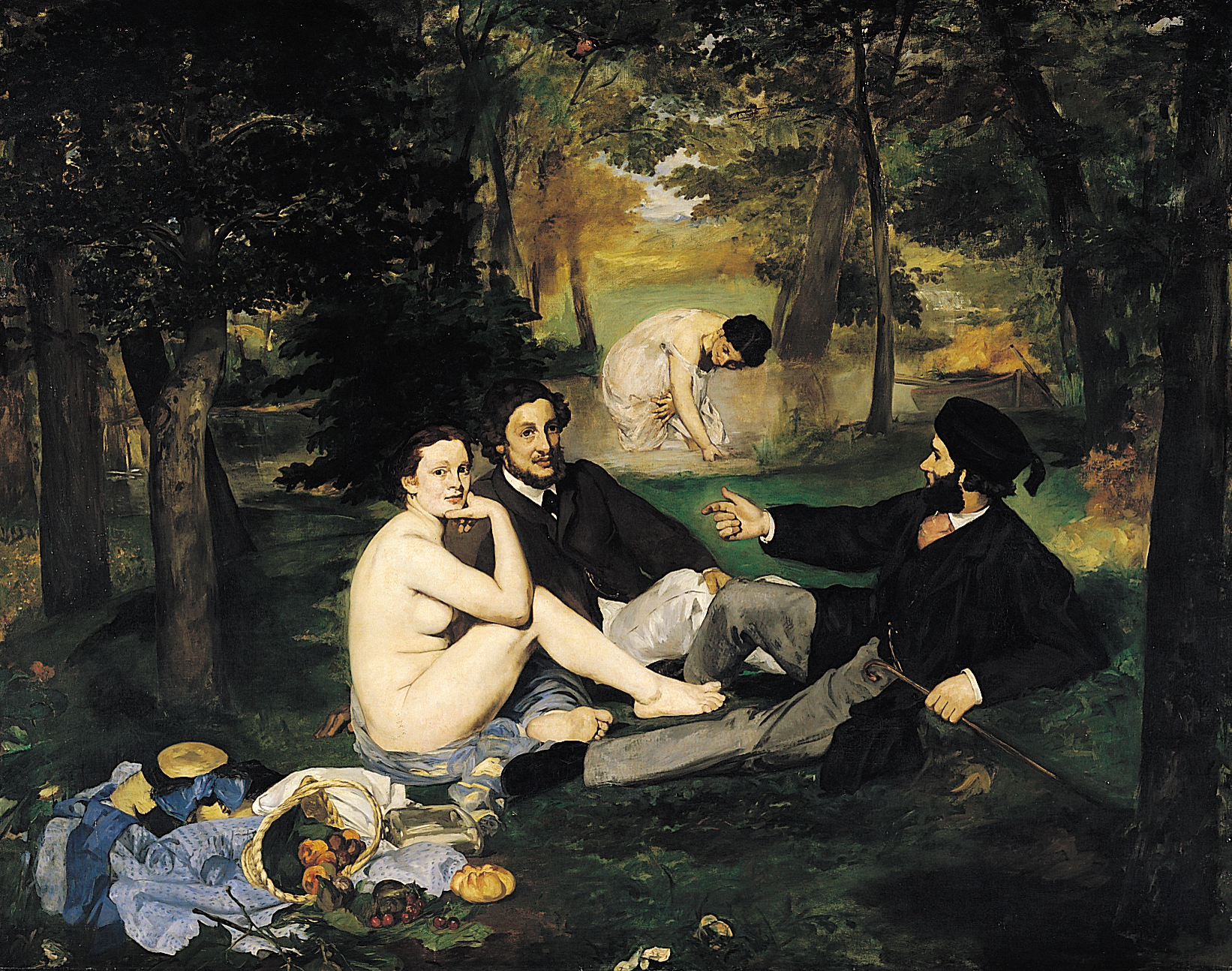
Manets Das Frühstück im Grünen dient als Kulisse, in der Picasso in der Serie Picasso dans un déjeuner sur l'herbe erscheint.

Nachdem er von Picasso dazu inspiriert worden war, Velázquez zu studieren, untersuchte er anschließend Picasso selbst und insbesondere dessen Beziehung zu Manet für eine neue Ausstellung in der Galerie 9 mit dem Titel Pour l’amour de l’art. In dieser Ausstellung konnte man in einer humorvollen Serie mit dem Titel Picasso dans un déjeuner sur l’herbe sehen, wie Picasso seine Liebe zu Frauen zum Ausdruck brachte, indem er den Platz einer der Figuren aus Das Frühstück im Grünen einnahm.
Dies veranlasste John Canaday dazu, die Ausstellung als „ernsthaft urkomisch“ zu bezeichnen. Man erkennt darin jedoch «weder Ironie noch Aggressivität», sondern vielmehr «einen Willen, den evolutionären Prozess der Kunst zu zeigen» nach der Zeitung Le Monde. Aufgrund dieser Serie wurde er in der International Herald Tribune als „Virtuose mit einer Vorliebe für Pastiche“ bezeichnet.
Braun widmete sich zum ersten Mal der Praxis des Bildzitats, indem er bestimmte Elemente aus Picassos Gemälden in seinen eigenen Werken reproduzierte, wie den Spiegel des Jeune fille devant un miroir in seinem Gemälde Picasso dans la baignoire oder sogar ein ganzes Gemälde wie La casserole émaillée in seinem Diptychon Picasso à Mougin.
Die Kritiker waren begeistert. Xavière Gaetan von La Galerie des Arts fand „bemerkenswert […] die liebevolle Hommage an Picasso“. Monique Dittière, L'Aurore, sah in Braun angesichts dieser Ausstellung „einen jungen Anführer der Neuen Figuration“.
Das Gemälde Les invités sur l’herbe, eine Art Synthese zwischen seiner Serie Vélasquez mis à nu accompagné des ménines und der Serie Picasso dans un déjeuner sur l’herbe, gelangte Ende 1970 in die Sammlung des Musée d’Art Moderne de la Ville de Paris.

#### Cézanne (1970)

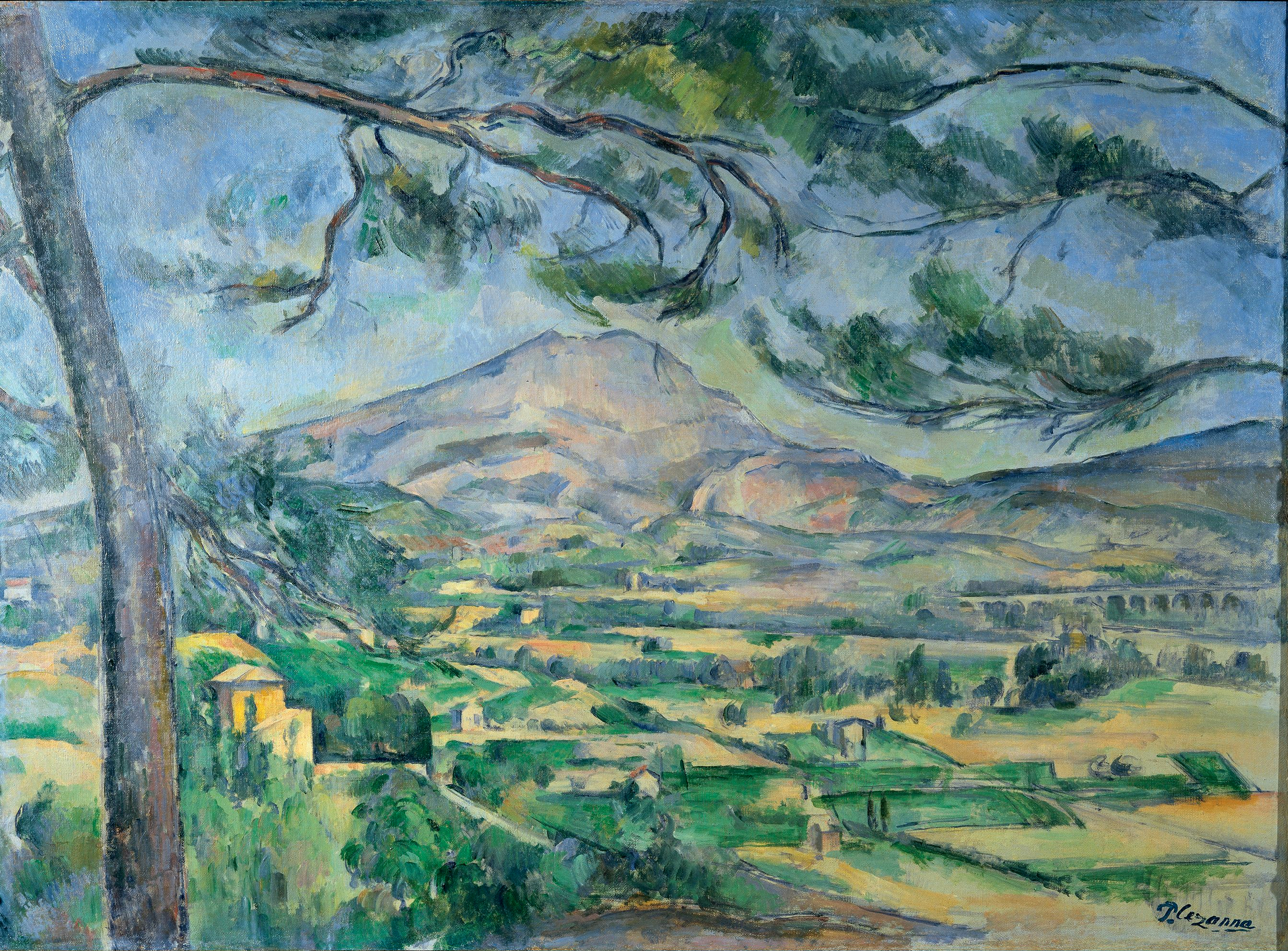
Dieser Mont Sainte-Victoire von Cézanne ist Gegenstand mehrerer Varianten im Triptychon Une affaire de pomme n°2.

Aus seiner Cézanne-Studie entstand das große Triptychon Une affaire de pomme n°2 (Eine Apfel-Affäre Nr. 2), dessen jedes Panel erneut die Funktion eines Comic-Panels erfüllt. In diesem Triptychon stellt Braun eine Verbindung zwischen dem Apfel von Adam und Eva und den Äpfeln in Cézannes Stillleben her, indem er Cézanne in die Rolle eines „schöpferischen Vaters“ versetzt und so eine Parallele zwischen der Schöpfung im biblischen Sinne und dem künstlerischen Schaffen zieht. Jedes Panel des Triptychons stellt das gleiche Interieur in verschiedenen Phasen der Erzählung dar. An der Wand hängt eine Reproduktion von Cézannes Stillleben mit Äpfeln. Das Fenster gibt den Blick auf eine Landschaft aus La montagne Sainte-Victoire frei, einem weiteren Werk von Cézanne. Beide Werke durchlaufen Transformationen von einer Tafel zur anderen und verstärken so den narrativen Effekt des Ganzen. Braun hatte bereits in seinem Diptychon Picasso à Mougin ein Bild in einem Bild untergebracht. Neu ist hier die Verwendung eines Fensters, einer Öffnung, um eine Landschaft sichtbar zu machen, eine andere Art, ein Bild in das Bild einzufügen. Das ist etwas, das er viel verwenden wird, wenn er Braun-Vega geworden ist, und es ist wahrscheinlich nicht ganz unbeteiligt daran, dass der Kunstkritiker Christian Noorbeergen den Titel Fenêtres d'art, d'âme et de vie (Fenstern für Kunst, Seele und Leben) für die letzte Ausstellung zu Lebzeiten des Künstlers im Maison de l'UNESCO in Paris im Jahr 2018 gewählt hat.

#### Ingres (1971–1972)

Das Türkische Bad von Ingres ist das Studienobjekt von Herman Braun in seiner Serie Das Türkische Bad in New York.

In seiner Serie über Das türkische Bad analysiert Braun die plastischen und ästhetischen Einflüsse von Ingres‘ Werk auf bestimmte Strömungen der zeitgenössischen Kunst (geometrische Abstraktion, Hyperrealismus). Diese Serie, die in der Lerner-Heller-Galerie in New York ausgestellt wird, trägt den Titel Das türkische Bad in New York. Dies ist das erste Mal, dass er in einem seiner Gemälde (Ingres und seine Modelle in Manhattan) auf die Stadt anspielt, in der seine Ausstellung stattfindet, aber nicht das letzte Mal.
Es gibt übrigens viele Neuerungen in dieser Serie, was vielleicht den Kommentar von Picture on exhibit erklärt, der die „Meisterleistung“ lobt, die diese Variationen des türkischen Bades darstellen, die von der einfachen Zeichnung bis hin zur Verwendung der unterschiedlichsten Techniken reichen. Zu den Techniken, mit denen Braun in dieser Serie experimentierte, gehörten mehrfarbige Holzrahmen, die integraler Bestandteil des Kunstwerks waren, über dieses hinausragten und zu seiner Inszenierung beitrugen – eine Technik, die er in den 1990er Jahren ausgiebig wiederverwenden sollte –, aber auch Trompe-l’œil-Effekte, die er insbesondere in seiner folgenden Serie über Poussin entwickelte. Besonders bemerkenswert ist die Erscheinung des zeitgenössischen politischen und sozialen Alltags als Kontrapunkt durch die Integration von Zeitungsausschnitten.
Die peruanische Tageszeitung El Comercio, die die guten Kritiken der New Yorker Fachpresse aufgreift, berichtet insbesondere, dass William D. Case der Ansicht sei, dass Braun im Gegensatz zu vielen südamerikanischen Künstlern, deren Schwächen Nachlässigkeit und Karikaturismus seien, beides überwinde, „indem er die spontane Ausführung mit einer guten Portion Planung in Einklang bringt und die Karikatur in einem Ausmaß entwickelt, das mit dem von Picasso oder Bacon vergleichbar ist“. Mit dieser Serie war Herman Braun im Salon des réalités nouvelles 1973 einer der wenigen ausgestellten Künstler, die die Gunst des Kunstkritikers Michel Conil-Lacoste fanden.

#### Poussin (1973–1974)

Der Raub der Sabinerinnen von Nicolas Poussin wird in der gleichnamigen Serie von Herman Braun mit dem chilenischen Staatsstreich von 1973 vermischt.

Seit der Dynamik, die 1968 nach der Entdeckung von Picassos Las Meninas einsetzte, hat Braun, während er die großen Meister der Malerei studierte, fortlaufend neue Techniken experimentiert, die jedes Mal sein künstlerisches Repertoire bereicherten. Er wird nun als der Maler präsentiert, der die Malerei zum Gegenstand seiner Malerei gemacht hat. Dennoch erläutert er seine tiefe Motivation in dem Werkstattgespräch mit Jorge Semprún und Eduardo Arroyo: „Um die Jahre 1967/68 herum durchlebte ich eine Krise. Ich fragte mich, warum ich damals so malte, wie ich es tat. Es war eine vertrauliche Malerei für Spezialisten. Die breite Öffentlichkeit hatte keinen Zugang dazu […]. Daher rührte mein Bedürfnis nach formaler und konzeptioneller Klarheit […]. Ich unterwarf mich der orthodoxesten Disziplin der Bildsprache.“. Und gerade in der Gemäldeserie Der Raub der Sabinerinnen nach Poussin, einer technischen und ikonografischen Studie des Gemäldes Der Raub der Sabinerinnen im Museum Louvre, wird die von Braun angestrebte Klarheit der Bildsprache deutlich. Diese beherrschte und präzise Figuration hat ihm manchmal die Bezeichnung „Hyperrealist“ eingebracht, doch laut dem Grand Larousse Universel handelt es sich dabei um einen Irrtum.
In dieser Serie, deren kühler und präziser Stil „à la Poussin“ von einer warmen Farbgebung durchdrungen ist, wirft Braun einen ironischen Blick auf unsere „Konsumkultur“, indem er alltägliche Konsumgegenstände in Trompe-l’œil-Manier einfügt. Vor allem aber verbindet er, indem er Zeitungsausschnitte als Hinweise zur Entschlüsselung seiner Komposition einfügt, die in Poussins Gemälde dargestellte Gewalt des Angriffs von Soldaten auf Zivilisten mit der Gewalt zeitgenössischer Ereignisse wie dem Staatsstreich gegen Allende in Chile oder dem Attentat auf den Drugstore von Saint-Germain in Paris. In anderen Gemälden wird er auch zum Zeugen der politischen, wirtschaftlichen und sozialen Situation in Frankreich. Marie-Claude Volfin merkt für Les Nouvelles Littéraires an: „Im Gegensatz zu den Ausführungen von Equipo Cronica, die darauf abzielen, den Begriff des Meisterwerks zu entmystifizieren, handelt es sich bei Herman Brauns hervorragendem Werk nicht um eine Parodie, sondern um eine Übertragung von Werten.“. Tatsächlich betont Monique Dittière für L’Aurore, dass das Studium der alten Meister für Braun wiederum nur ein Vorwand ist, um „zuerst die Kontinuität in der Kunst zu demonstrieren“.
Das aus dieser Serie stammende Gemälde Poussin au quartier de porc gehört zur Sammlung des Fonds National d’Art Contemporain. Fünf weitere Gemälde dieser Serie (Reconstitution de l'attentat, De ce jour date une ère nouvelle, Témoin d'un attentat, Enlèvement à la chilienne II und Tout est récupérable) gehörten zur Sammlung von Daniel Cordier.

#### Rembrandt, Vermeer, Hals (1975–1977)

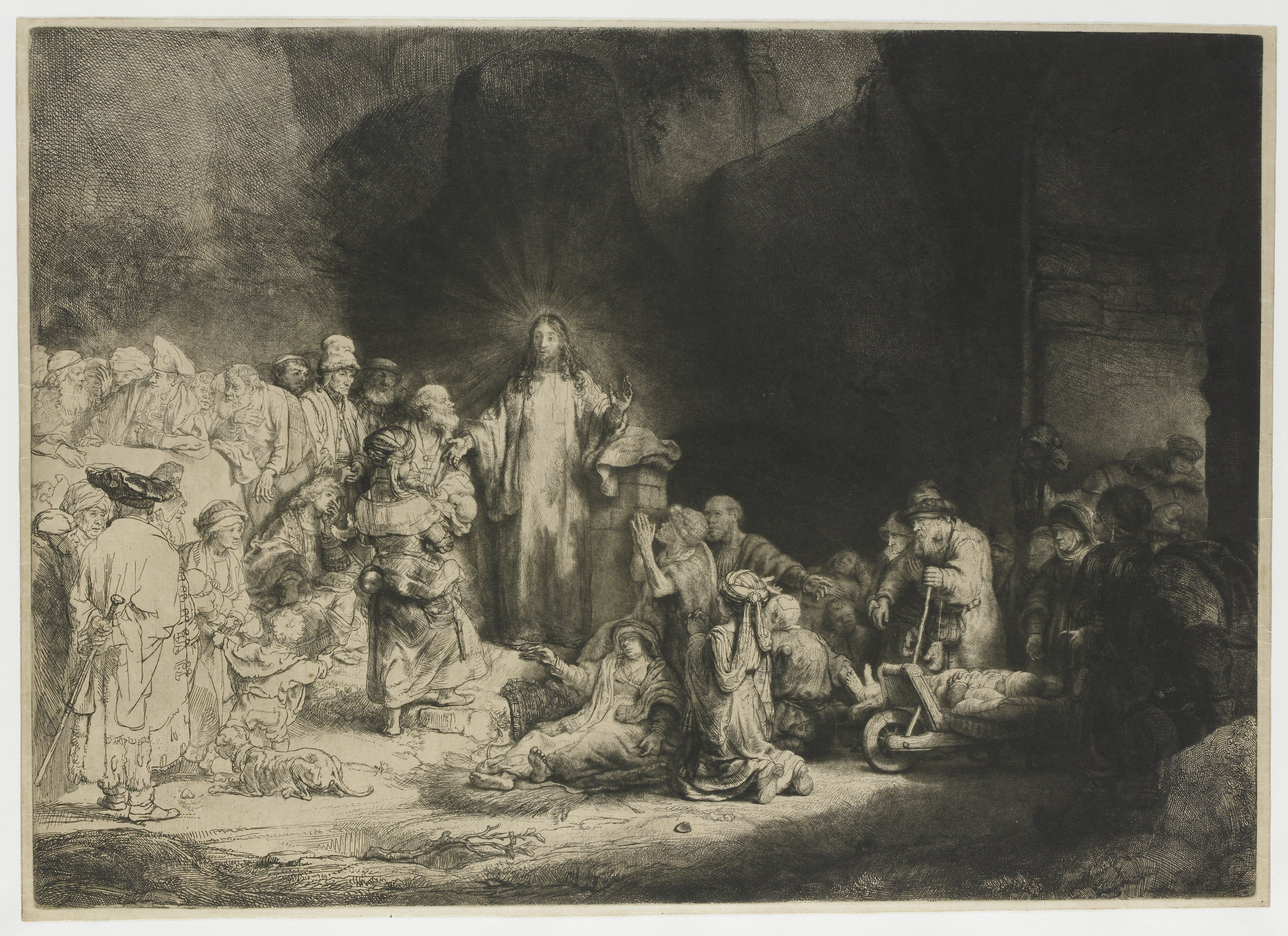
Anhand von Rembrandts Das Hundertguldenblatt befasst sich Herman Braun in seinem Druckalbum Aggression, Verstümmelung und Fälschung mit dem Problem der Fälschung.

Als Fortsetzung seiner Erforschung der großen Meister der Malerei studierte Braun Rembrandts grafisches Werk im Louvre und im Rijksmuseum. In Amsterdam studierte er auch Vermeer und Hals. Obwohl er seit 1966 die Acrylmalerei bevorzugte, die seinem Arbeitsrhythmus besser entsprach, statt der Ölmalerei, die er schnell aufgab, konzentrierte er sich diesmal in seiner Arbeit auf völlig andere Techniken. Die Herstellung von Druckgrafiken war für ihn nichts Neues, blieb aber am Rande seiner Malerei. Von den beiden Serien, die er bei dieser Gelegenheit schuf, ist die erste ein Album mit sieben Drucken (Mischtechnik: Kupferstich und Siebdruck). Der Titel Aggression… Verstümmelung… und Fälschung (Rembraun) ist durch eine Reflexion über Fälschungen motiviert, die die Verbreitung der Druckgrafik beeinträchtigen. Sie entstand in Zusammenarbeit mit Rigmor Poenaru, Henri Patez, Baldomero Pestana und Alain Jouffroy, der den Einführungstext schrieb.
Die zweite ist eine Reihe von Gemälden in Mischtechnik (Aquarell, Bleistift, Collage und Spray auf Plexiglas) mit dem Titel Le portrait des choses. Während die Technik in seinen späteren Werken nicht wiederverwendet wurde, spielten die Stillleben hingegen eine beträchtliche Rolle in dem, was zu seinem wiederkehrenden Thema „kultureller Synkretismus“ wurde.
Mit seinem Druckalbum bestätigte Braun eine starke politische Voreingenommenheit, die das Interesse von Rouge, der Tageszeitung der Ligue communiste révolutionnaire, weckte. Dort stellte er erstmals eine Parallele zwischen Rembrandts „Die Anatomie des Dr. Tulp“ und dem Foto des toten Che her, die er einige Jahre später in seinem Gemälde Leçon… à la campagne erneut aufgriff. Braun bestätigt, was bereits in seiner Poussin-Serie deutlich geworden war: Für ihn ist das Pastiche auch ein Mittel, um Kritik an der Realität zu üben. Das Museo Nacional de Artes Visuales in Montevideo (Uruguay) besitzt ein vollständiges Exemplar des Albums mit sieben Drucken.

### Mitgestaltete Porträts (1978–1980)

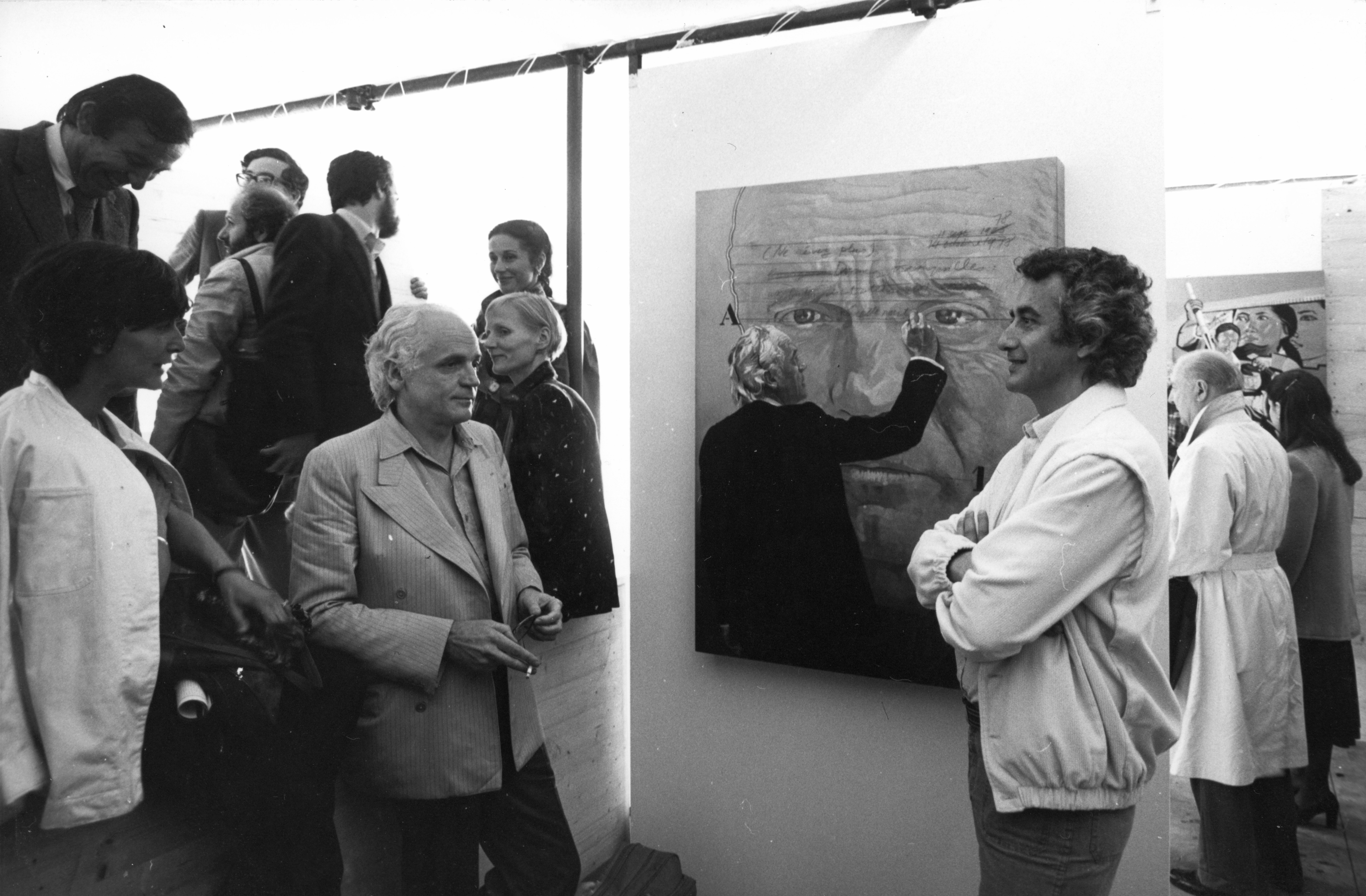
Alain Jouffroy und Herman Braun-Vega vor dem Porträt von Alain Jouffroy auf der 39. Biennale von Venedig, 1980.

Ab 1978 begann Herman Braun-Vega, Porträts zu malen, insbesondere von seinen Malerfreunden, die er einlud, an der Entstehung der Gemälde mitzuwirken: Vladimir Veličković und Baldomero Pestana im Jahr 1978, Wifredo Lam (Sammlung des Fonds National D’Art Contemporain), Gilles Aillaud und Eduardo Arroyo im Jahr 1979, Erró in den Jahren 1978–1982, Jean Dewasne im Jahr 1982, Stanley William Hayter im Jahr 1983, Gérard Fromanger im Jahr 1984. Er malte auch mehrere Schriftsteller: Alain Jouffroy, Jorge Semprún, Julio Ramón Ribeyro, Alfredo Bryce Echenique, Jean-Michel Ribes. In dieser Zeit wurde ihm die Bedeutung der Fotografie für seine Arbeit bewusst, nachdem er seinem Freund Julio Ramón Ribeyro lange Posing-Sessions zugemutet hatte.
Er hatte bereits 1965 die Porträts des Fotografen José Casals und des Schriftstellers Pablo Neruda angefertigt, aber es handelte sich um sehr stilisierte Porträts. Dieses Mal, in seinem Bestreben nach Klarheit der bildlichen Sprache, schuf Braun Porträts, die „vor Wahrheit schreien“ und zwischen Realismus und Hyperrealismus liegen. Über die „Virtuosität des Malers“ hinaus betont Maïten Bouisset in Le Matin de Paris jedoch, dass das Interesse an diesen Porträts in der Zusammenarbeit zwischen dem Maler und dem Modell liegt, sodass diese Porträts nicht nur die physische Erscheinung des Modells wiedergeben, sondern auch den Schleier über seine Psychologie, sein Umfeld, seine Vorlieben, seine Geschichte, seine Tätigkeit usw. lüften. So komponiert Arroyo das Stillleben auf dem Tisch vor ihm aus persönlichen Gegenständen, während Fromanger das aus der Zeitung austretende Farbkonfetti direkt auf sein Porträt malt. Die Ausstellung von 1996 im Kulturhaus in Bourges unterstreicht diese Besonderheit, indem sie jedes Porträt eines Malers zusammen mit einem Werk des porträtierten Künstlers präsentiert.
Bereits 1979 wurde sein Porträt von Veličković vom Kritiker Jean-Marie Dunoyer anlässlich des Salons Grands et jeunes d'aujourd'hui im Grand Palais bemerkt. Zwei Jahre lang widmete sich Braun fast ausschließlich der Porträtmalerei und setzte diese dann gelegentlich fort, bis er 2014 das Porträt von Gilles Ghez malte. 1980 vertrat er Peru auf der 39. Biennale in Venedig mit etwa zehn seiner Porträts.

### Erinnerungen, Mischungen, Synkretismus und Interbildlichkeit (1981–2014)
Obwohl man in seinen Porträts eine Form von Synkretismus erkennen kann, da sie aus dem Austausch mit seinen Zeitgenossen resultieren, verankert sich die wiederkehrende Thematik der Vermischung und des kulturellen Synkretismus erst in der Ausstellung von 1981 in Lima endgültig und auffällig in seinem Werk. Die in dieser Ausstellung gezeigten Werke zeugen von der vollendeten Metamorphose des Malers („Ich habe 12 Jahre an der Vorbereitung dieser Ausstellung gearbeitet“, vertraute er La Prensa an). Sie enthalten fast alle Elemente, die für sein zukünftiges Werk so charakteristisch sind:
- Klarheit der Bildsprache
- Systematische Aneignung der Werke anderer Künstler („Es ist nichts Neues für einen Maler, die Werke anderer Maler als Motive für seine Gemälde zu verwenden. Neu ist […], daraus […] ein System zu machen.“ Julio Ramón Ribeyro)
- Konfrontation mit der gegenwärtigen Realität (politisch, sozial, wirtschaftlich, kulturell oder alltäglich).[105]
- Einbeziehung von Zeitungsausschnitten, die über die ästhetische Wirkung hinaus Hinweise auf die Geschichte geben, die der Maler durch das Gemälde erzählt.

Die Aneignung des Werks eines großen Meisters dient nicht mehr dazu, das Werk zu kommentieren („Man könnte […] von Metamalerei sprechen, […] aber diese Definition ist reduktionistisch, wenn man die Entwicklung seines Werks berücksichtigt.“ Julio Ramón Ribeyro), wie es bei der Serie Velázquez mis à nu der Fall war, sondern einer anderen Botschaft zu dienen, wie man es in der Literatur mit einem Zitat tun kann. Man kann nun von Bildzitaten sprechen. Diese werden mit zeitgenössischen, oft lateinamerikanischen Figuren, Landschaften und Objekten konfrontiert, wodurch ein Kontrast von Zeit und Ort entsteht. Diese Konfrontation funktioniert entweder durch Analogie wie in Bonjour Monsieur Poussin, wo die Präsenz eines Panzers in den Straßen einer Stadt und Poussins Der Raub der Sabinerinnen beide militärische Aggressionen gegen Zivilisten darstellen, oder durch Opposition wie in Buenos dias Vermeer, wo die gedämpfte Welt von Vermeers Junge Frau mit Wasserkanne am Fenster mit der Atmosphäre eines südamerikanischen Elendsviertels kontrastiert. Auf diese Weise liefert der Maler ein ironisches und kritisches Zeugnis seiner Zeit.

#### Das Nord-Süd-Thema

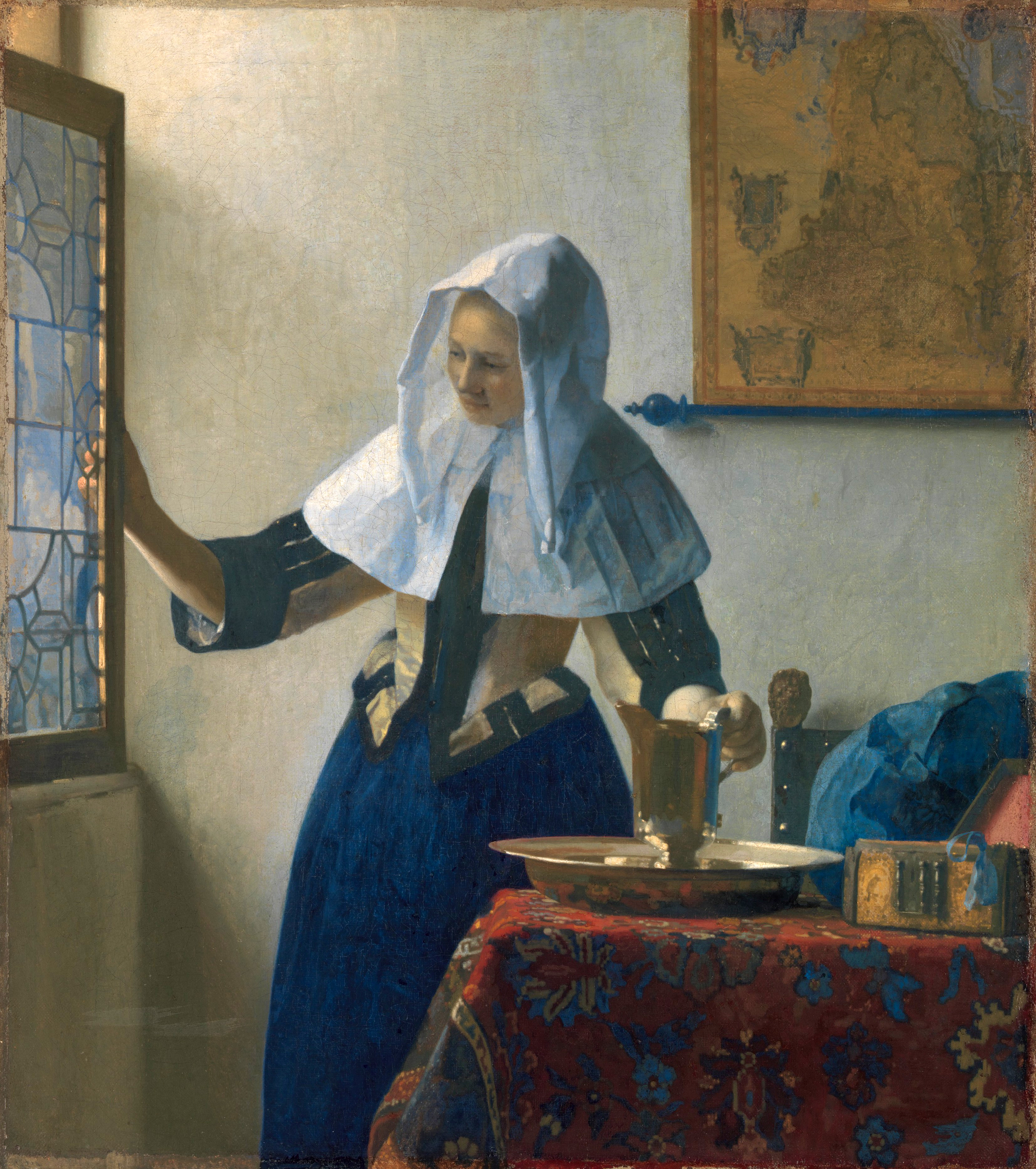
Vermeers Junge Frau mit Wasserkanne am Fenster wird zur Repräsentantin des Nordens im Gemälde Buenos dias Vermeer, eine Allegorie der Nord-Süd-Beziehungen.

Auf die Allgegenwärtigkeit der Probleme der Dritten Welt wies Alain Jouffroy bereits im Album Aggression, Verstümmelung und Fälschung hin, etwa durch die Erwähnung „Nord-Süd“ in Druck Nr. IV (1976). Anfang der 1980er Jahre griff Braun-Vega das Thema „Nord-Süd“ in einer ganzen Reihe von Zeichnungen und Gemälden auf und entwickelte es weiter. Ab 1981 tauchen in einigen seiner Werke die Himmelsrichtungen Nord und Süd auf, manchmal diskret, wie auf dem Papier, das der Papst Innozenz X. von Velázquez in dem Gemälde I love the neutron bomb in der Hand hält, oder wie in dem Gemälde Buenos dias Vermeer, als Graffiti auf der Kante der Mauer, die die Welt von Vermeers Die junge Frau mit der Kanne von der lateinamerikanischen Welt trennt, wo sie in Verbindung mit dem Datum 1981 einen Hinweis auf die Nord-Süd-Konferenz von Cancún darstellen. Manchmal erscheinen sie viel offensichtlicher mit roten Buchstaben, wie in der Zeichnung Nord-Süd aus der Sammlung FRAC Normandie Caen oder in den Zeichnungen Le bain… d'après Ingres I und Le bain… d'après Ingres II. In diesen drei Zeichnungen trennt die Nord-Süd-Achse symbolisch die Figuren von Ingres, die den Norden personifizieren und die Freuden des Bades genießen, von den zeitgenössischen südamerikanischen Figuren, die sich währenddessen mit Hausarbeiten beschäftigen. So sind diese Zeichnungen Allegorien der Nord-Süd-Beziehung, in der die Länder des Nordens von der harten Arbeit der Länder des Südens profitieren. Diese Verwendung der Gegenüberstellung von Figuren aus der westlichen Malerei und Figuren aus der Alltagsrealität des Malers zur Symbolisierung der Nord-Süd-Beziehungen kommt immer wieder vor. Dies ist ein möglicher Schlüssel zum Verständnis einiger seiner Werke, auch wenn diese nicht explizit die Himmelsrichtungen Nord und Süd zeigen, wie im Fall des Gemäldes Les tricheurs (d'après de La Tour). In diesem Bild wird die Dienerin aus dem Gemälde Der Falschspieler mit dem Karo-Ass von Georges de La Tour durch eine peruanische Bäuerin ersetzt, die die Knechtschaft der Länder der Dritten Welt symbolisiert, während die Betrüger am Tisch die reichen Länder personifizieren. Für den Maler ist dies eine weitere Möglichkeit, ein ironisches und kritisches Zeugnis seiner Zeit abzugeben.

#### Zeugnis in der Kunst

Georges de La Tours Der Falschspieler mit dem Karo-Ass findet sich in mehreren Zeichnungen, Gemälden und Drucken von Braun-Vega wieder, darunter auch in einer gemeinsam mit dem Schriftsteller Julio Ramón Ribeyro entstandenen Druckgrafik.

Denn Braun erhebt den Anspruch, durch seine Kunst ein aktiver Zeuge seiner Zeit zu sein, unabhängig von der verwendeten Technik. Und für ihn muss die Erforschung einer neuen Technik eine Gelegenheit sein, einen neuen plastischen Effekt zu erzeugen. Im Jahr 1982 legte er seine Kunst des Bildzitats vorübergehend beiseite, um sich ausschließlich auf die testimoniale Dimension seines Werkes zu konzentrieren. In dieser Zeit erforschte er eine neue Technik, mit der er eine Serie von Reliefs auf Papier unter dem Titel Testimonio schuf. In dieser Serie hat das Wort „Zeugnis“ eine doppelte Bedeutung. Einerseits zeugt der Abdruck der Zivilkleidung, den die Presse auf dem Papier hinterlässt, von der Existenz des Objekts. Andererseits sollen die hinzugefügten Grafiken, die an die Aufnahme eines Tatorts erinnern, die Gewalt gegen Zivilisten weltweit bezeugen. Diese Serie wird in der Galerie Forum in Lima zusammen mit Zeichnungen und Drucken in einer Ausstellung gezeigt, die ausschließlich seinen Werken auf Papier gewidmet ist. Zwei Drucke erregten besondere Aufmerksamkeit bei den Kritikern. Sie entstanden in enger Zusammenarbeit mit seinem guten Freund, dem Schriftsteller Julio Ramón Ribeyro.
Es ging ihm nicht nur darum, gut zu malen: „Man sollte nicht malen, um nichts zu sagen“, wie Jean-Luc Chalumeau es formuliert.
Als Zeuge seiner Zeit möchte Braun-Vega mit seiner Kunst auch ein Zeuge des historischen Gedächtnisses sein, indem er 1983 anlässlich des 200. Geburtstags von Bolívar ein Diptychon mit dem Titel Bolivar, luz y penumbras schuf. Im Jahr 1984 schenkte er anlässlich der 1. Biennale von Havanna seinem Freund Arnold Belkin dieses Diptychon für das Museo del Chopo, dessen Direktor er war.
Vor allem aber entwickelte Braun eine ganz besondere Art, durch die Verwendung einer zur Geschichte der Malerei gehörenden Ikonographie Zeugnis von seiner Zeit abzulegen. Zum Beispiel im Gemälde „¿Cóme se me ve? (Goya)“, einer Aneignung des Porträts der Marquise de la Solana von Francisco de Goya, wird die Marquise (die spanische Schriftstellerin Rita de Barrenechea) an einen Strand in Lima versetzt, wo sie einer schwangeren jungen Mestizin gegenübersteht. So wird sie zu einer Allegorie der Klassenverachtung, die in Peru gegenüber Mestizen und Indigenen von einigen Mächtigen herrscht, die sich kulturell den ehemaligen spanischen Kolonialherren näher fühlen.

#### Braun wird Braun-Vega

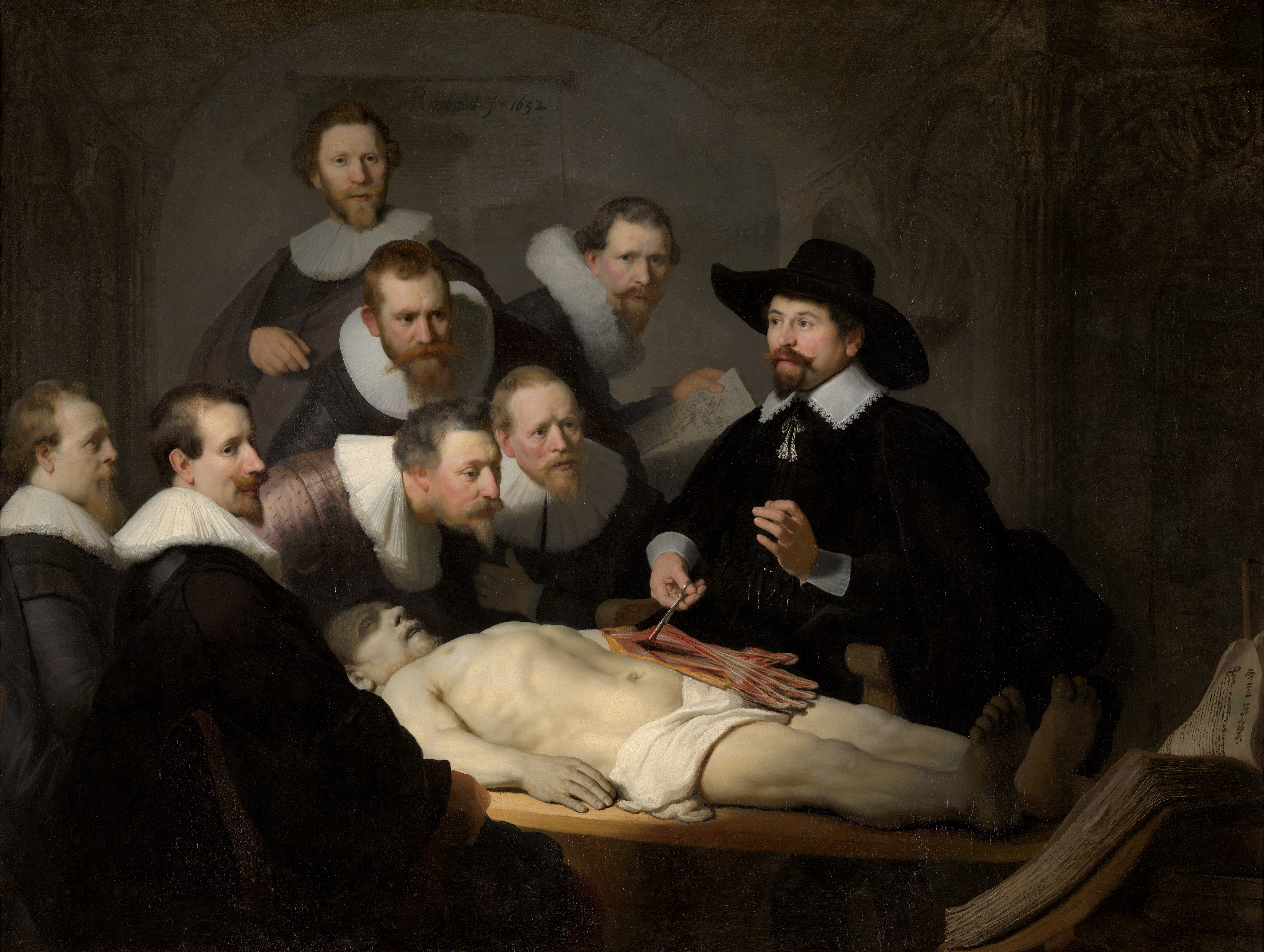
Rembrandts Die Anatomie des Dr. Tulp ist Gegenstand zahlreicher Abwandlungen in Braun-Vegas Werk, wie etwa in La leçon… à la campagne (1984).

Herman Brauns künstlerische Produktion, deren Triebfedern nun fest definiert waren, entwickelte sich nun auf großformatigen Leinwänden (2 m × 3 m) für eine Ausstellung mit dem Titel Paysages Mémoire im Théâtre du Rond-Point in Paris im Jahr 1984.
Von nun an unterzeichnete er, als wolle er seine Metamorphose bestätigen, nicht mehr HB oder Herman Braun, sondern Herman Braun-Vega. Dem Namen seines österreichisch-ungarischen Vaters fügte er auf spanische Art den Namen seiner peruanischen Mutter hinzu, als wolle er seine gemischte Herkunft bekräftigen. Die Thematik der Vermischung und des Synkretismus, die so direkt mit dem Künstler selbst verbunden ist, wird in seinem gesamten Werk allgegenwärtig bleiben.
Der Kritiker Jean-Luc Chalumeau, der Braun-Vegas Fähigkeit schätzt, den Geist der Künstler, von denen er seine Malerei nährt, frei wiederzugeben, würdigt seinen „flamboyanten Irrealismus“ und betont die Geschicklichkeit, mit der er mit der Maserung der ungebleichten Leinwand spielt, als wäre sie eine vollwertige Farbe auf seiner Palette. Dies ist ein weiteres wiederkehrendes technisches Merkmal seiner Malerei, das stellenweise das Rohmaterial des Malgrunds freilegt, auch wenn er auf Holztafeln malt.
Die acht großformatigen Gemälde aus der Serie Paysages Mémoire, die er 1985 auf der 18. Biennale von Sao Paulo ausstellte, machten ihn nach den Worten der Kuratorin der Ausstellung zum „Star der Biennale“. Dazu gehören Pourquoi pas eux?, ein respektloses Plädoyer für die Popularisierung von Kultur, in dem Ingres’ La Grande Odalisque der Neugier von Kindern dargeboten wird (Sammlung des Museums der Stadt Maubeuge), und La leçon... à la campagne, inspiriert durch die Analogie zwischen Rembrandts Die Anatomie des Dr. Tulp und dem Foto der sterblichen Überreste von Che (Sammlung des Memorial da América Latina in Sao Paulo).

#### Der Akt als Ausdruck der Vielfalt

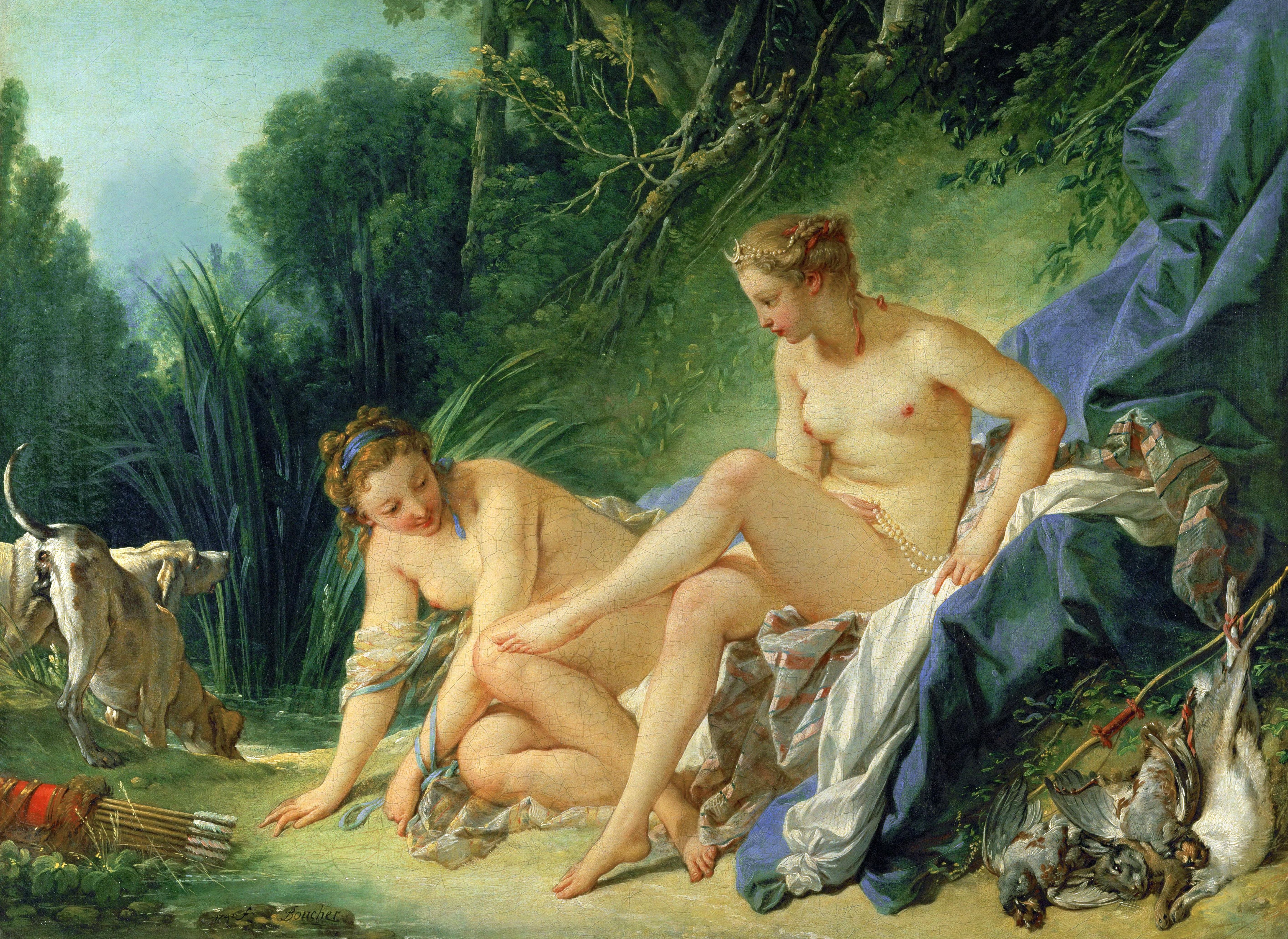
François Bouchers Diane sortant du bain wird in Diane des tropiques von nackten Mestizen begleitet.

Im Anschluss an seine Serie Paysages Mémoire erweiterte er 1987 in der Galerie Pascal Gabert in Paris mit der Ausstellung Mémoires dénudées sein Untersuchungsfeld, indem er dem Akt einen breiten Raum einräumte. In seiner Serie Paysages mémoire gab es bereits Akte, doch diese wurden ihm in gewisser Weise durch Zitate seiner Meister der Malerei aufgezwungen, wie etwa der Akt aus Manets Das Frühstück im Grünen im Gemälde Encore un déjeuner sur le sable oder die Badende von Ingres im Gemälde Le bain à Barranco. Diesmal entkleidete er auch seine Zeitgenossen. Über ästhetische Überlegungen hinaus ist es für Braun-Vega auch eine Möglichkeit, seine Zeitgenossen in ihrer ethnischen Vielfalt darzustellen. Er überrascht den Betrachter, indem er Bouchers Diana zwei nackten Mestizinnen gegenüberstellt, und bringt damit laut Julio Ramón Ribeyro die Entstehung einer multirassischen und multikulturellen Welt zum Ausdruck, die aus der Vermischung und dem Synkretismus hervorgegangen ist. Dies schließt eine gewisse Portion Humor nicht aus, wie etwa in dem Gemälde Don Alfredo ou la Venus dans la chambre rouge, in dem er den peruanischen Romanautor Alfredo Bryce Echenique darstellt, der seine Brille zurechtrückt, um den Anblick von Velázquez‘ Venus vor dem Spiegel besser genießen zu können. Und das schließt nicht aus, weitere Botschaften hinzuzufügen, wie in dieser Wiederaufnahme der Meninas von 1987, in der er im Spiegel des Hintergrundes die Spiegelbilder des Königs und der Königin, die die Allgegenwart der Macht symbolisieren, durch Papst Johannes Paul II. ersetzt, der Kurt Waldheim empfängt und gleichzeitig die Zeitung Libération mit der Schlagzeile zur Verurteilung von Klaus Barbie in der Hand hält. Dieses Gemälde mit dem Titel Double éclairage sur occident prangert die Macht der Kirche an, einen ehemaligen Nazi von seinen Sünden freizusprechen, und stellt gleichzeitig die ethnische Vielfalt dar, die in einem Land wie Frankreich herrscht.

#### Die Hommage an Toulouse-Lautrec

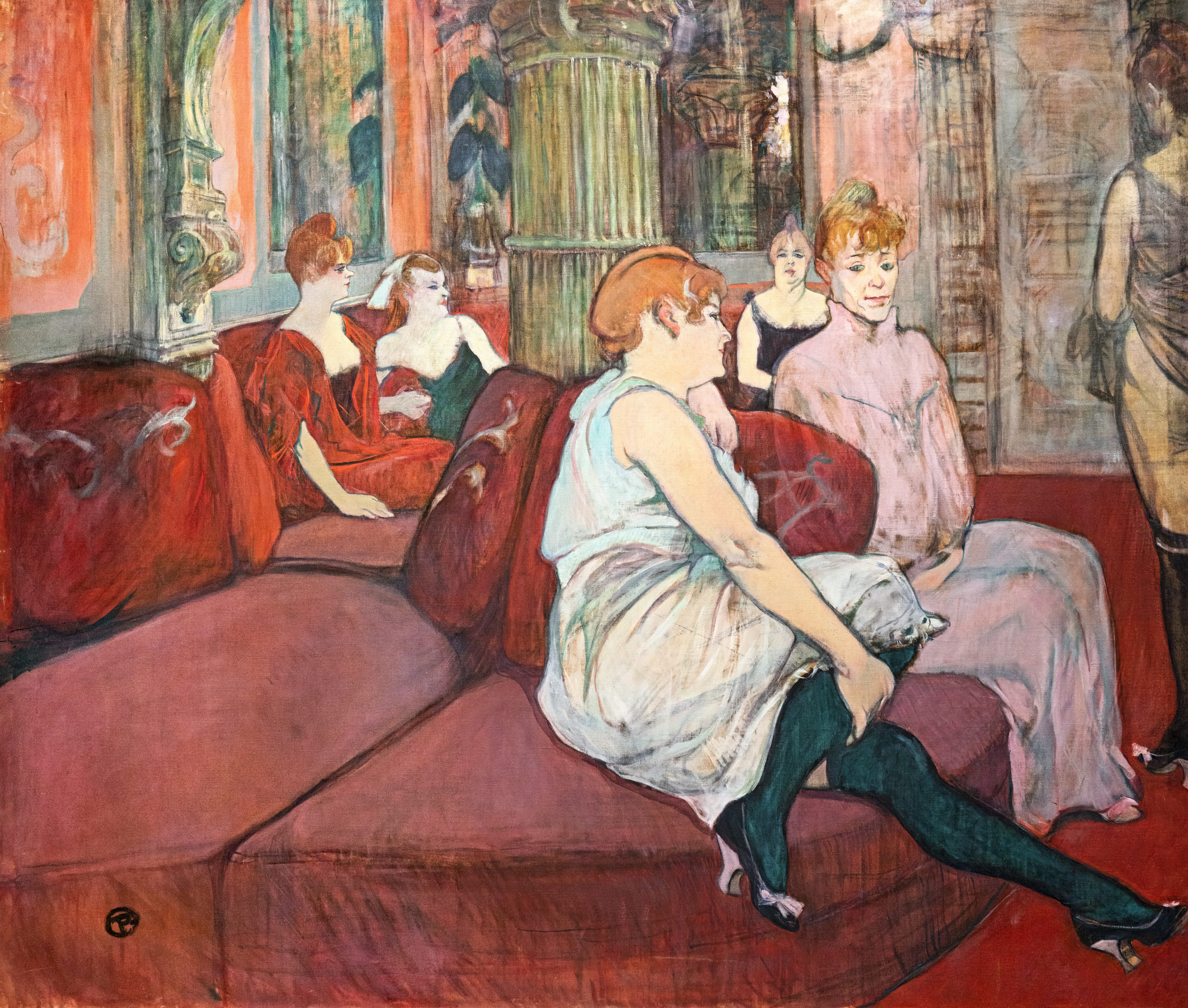
Braun-Vega nimmt in zwei seiner Gemälde aus der Serie Tek-nik als Hommage an Toulouse-Lautrec Bezug auf den Salon de la rue des moulins.

Im Jahr 1991 produzierte Braun-Vega anlässlich des Toulouse-Lautrec-Jahres eine Serie als Hommage an diesen Künstler für eine Ausstellung im Musée Toulouse-Lautrec in Albi. Diese Serie wird manchmal auch als Tek-nik-Serie bezeichnet, weil die Titel aller Gemälde, aus denen sie besteht, mit diesem Wort beginnen, das Toulouse-Lautrec gerne in seinen Sätzen häufig und stilistisch einsetzt. Der Titel des Gemäldes Tek-nik des ablutions ist beispielsweise direkt aus einem Zitat von Toulouse-Lautrec entnommen, das sich auf seine häufigen Besuche in Bordellen bezieht.
Diese Serie, die aus fünf Werken, darunter ein Triptychon, besteht, zeugt von Braun-Vegas solidem Hintergrund, den er sich über viele Jahre der Selbstreflexion angeeignet hat, von seiner Meisterschaft in der Komposition und seiner umfassenden Kenntnis der Kunstgeschichte, auf die er immer wieder anspielt. Diese Hommage ist mehr als nur eine Projektion außerhalb des Bildes; sie konzentriert sich vielmehr auf die Persönlichkeit Toulouse-Lautrecs und seinen Einfluss auf die Kunstgeschichte, insbesondere auf Picasso.
Tatsächlich sehen wir in dem Gemälde Tek-nik des Admirations (Toulouse-Lautrec, Picasso), wie Toulouse-Lautrec Picasso einen Spiegel hinhält. In Tek-nik gonfalonière reproduziert Braun-Vega ein Selbstporträt des 20-jährigen Picasso wegen seiner Ähnlichkeit mit dem Selbstporträt des 16-jährigen Toulouse-Lautrec und platziert es vor einem Fenster, durch das man eine Ansicht von Albi aus dem Musée Toulouse Lautrec sieht. Picasso ist noch immer im rechten Panel des Triptychons Tek-nik Me-tek zu finden, während Toulouse-Lautrec im linken Panel zu sehen ist. Der Titel dieses Triptychons stellt eine explizite Verbindung zum immer wiederkehrenden Thema der kulturellen Vermischung her. Darin geht es um den Einfluss des Ostens auf den Westen mit einem verspielten Toulouse-Lautrec, der als Japaner verkleidet ist. Es geht auch um die Sexualität und die ausgeprägte Vorliebe von Toulouse-Lautrec und Picasso für Frauen. So greift die Mitteltafel das Gemälde Salon de la rue des moulins von Toulouse-Lautrec auf, in das Braun Vega seine eigenen Akte einfügt. Man findet den Salon de la rue des moulins erneut in dem Gemälde Tek-nik du Cheik, in dem Toulouse-Lautrec den Salon verewigt und seine Vorliebe für Verkleidungen zum Ausdruck kommt. Dieser Aspekt von Toulouse-Lautrecs Persönlichkeit findet sich erneut in Tek-nik des ablutions, wo er in den Kleidern von Jane Avril auftritt.
Alle Gemälde dieser Serie sind Acrylbilder auf Tafeln, deren Holzrahmen in Trompe-l'oeil-Technik bemalt sind und auf die die Komposition überläuft, wodurch ein dreidimensionaler Effekt entsteht. Obwohl sich Braun-Vega zu keiner Kunstrichtung bekennt, legen die reiche Komposition, das Licht, die Symbolik und das Verhältnis zwischen Träger und Rahmen eine Arbeit nahe, die auf dem Konzept der Totalität beruht und an das Gesamtkunstwerk erinnert. Diese Serie bietet eine Fülle von Techniken und Themen, die Braun-Vega in langjähriger Forschung entwickelt hat, um eine Bildsprache zu formen und seine Kunst zu einem bevorzugten Mittel der Kommunikation mit dem Publikum zu machen. Durch ihre Bezüge zu Picasso und Cézanne deutet sie auch die zukünftige Entwicklung des Themas der künstlerischen Abstammungen an.
Nach dieser Serie von 1991 bezog sich Braun-Vega noch gelegentlich auf Toulouse-Lautrec, etwa durch La Clownesse Cha-U-Kao in La facture (1993) und Don Alfredo et la fleur de Toulouse (2000) sowie erneut durch den Salon de la rue des moulins in La chambre rouge au Parc de Sceaux (Manet und Toulouse-Lautrec) (2001).

#### Die Madrider Retrospektive

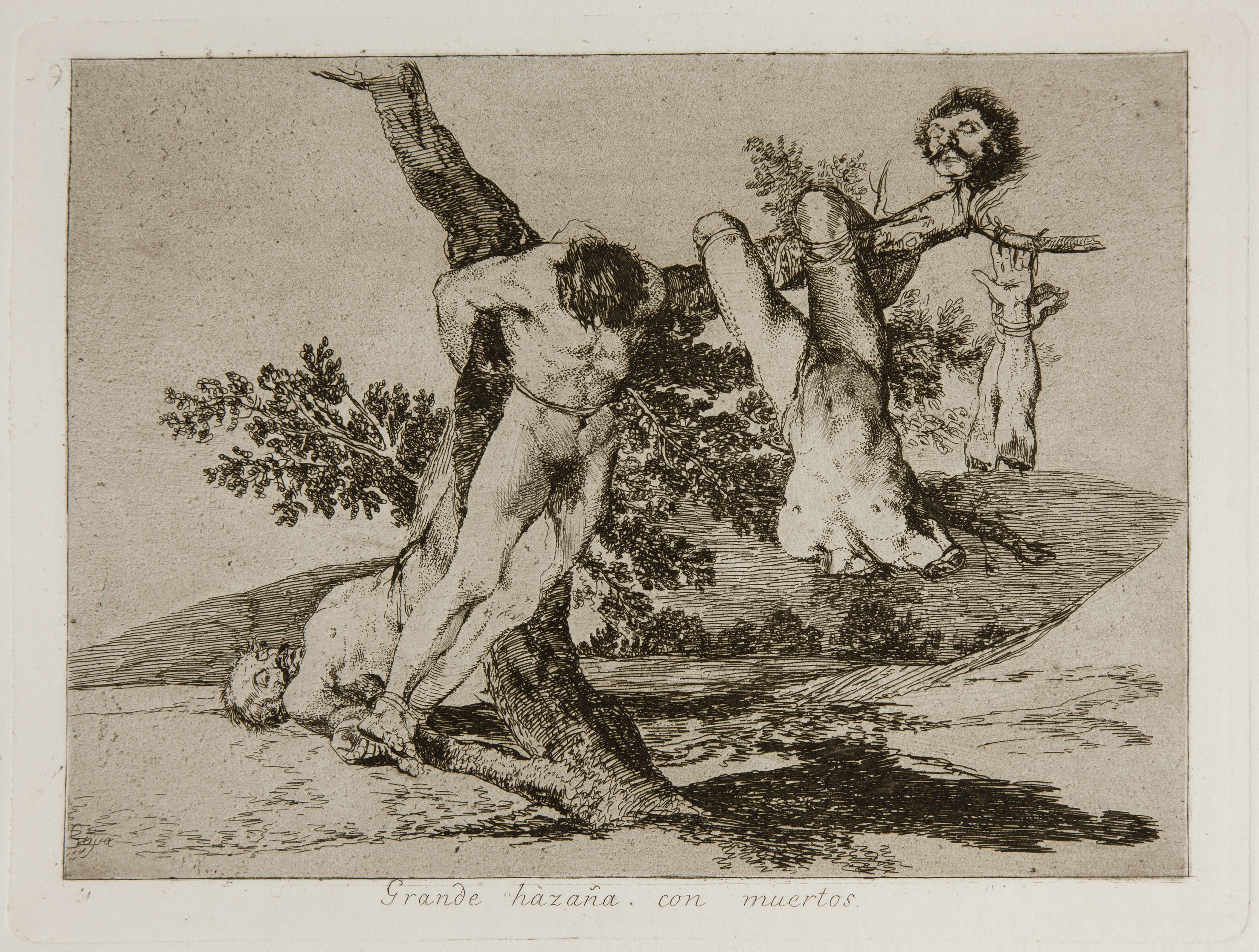
Eine der vielen Radierungen von Goya, die in der Serie Peru-Spanien für die Ausstellung in Madrid verwendet wurden.

Nach zwei ersten Retrospektivausstellungen in Frankreich – 1987 in Montluçon und Chamalières sowie 1989 in Maubeuge – wurde die Ausstellung in Madrid 1992 vom Nationalen Ausstellungszentrum des spanischen Kulturministeriums im ehemaligen Spanischen Museum für Zeitgenössische Kunst im Rahmen des 500. Jahrestages der Entdeckung Amerikas durch Christoph Kolumbus organisiert, ein Ereignis, das auf amerikanischer Seite eher als Begegnung zweier Welten angesehen wurde. Das Werk von Braun-Vega, das seit 1980 diese beiden Welten in einen Dialog brachte, indem es die Werke der großen Meister der europäischen Malerei mit der alltäglichen, sozialen und politischen Realität Perus verband, war daher perfekt geeignet, um an dieses Ereignis zu erinnern. Dennoch produzierte Braun-Vega eigens zu diesem Anlass eine Serie mit dem Titel Peru-Spanien: Nackte Erinnerungen, in der er sich insbesondere mit den Folgen dieser Begegnung, so brutal sie auch war, und der daraus resultierenden ethnischen und kulturellen Vermischung befasst. In der Präsentation des Ausstellungskatalogs betont Federico Mayor, Generaldirektor der UNESCO, die Wirksamkeit des bildlichen Kommunikationsmittels, das die Werke von Braun-Vega darstellen, um das Bewusstsein Europas für die Realitäten Lateinamerikas zu wecken.
Zum ersten Mal tauchen in dieser neuen Serie Hinweise auf den peruanischen Chronisten Felipe Waman Puma de Ayala auf, einen Mestizen, der durch Peru reiste, um Zeugnis über die Lebensbedingungen der Ureinwohner unter spanischer Herrschaft abzulegen. Die Tintentransfers der Zeichnungen von Felipe Guamán Poma de Ayala verwischen die Grenze zwischen den historischen Bezügen, die in ihnen zu finden sind, und den künstlerischen Bezügen zu Goyas Gravuren, zwischen der Geschichte der spanischen Kolonialisierung und der Aktualität der Übertragungen von Zeitungsartikeln. Ein Gemälde dieser Serie, das Inca Garcilaso de la Vega – einer weiteren Persönlichkeit gemischter Abstammung, der im Gegensatz zu Felipe Guamán Poma de Ayala Peru verließ, um in Spanien zu leben – gewidmet ist, gehört zur Sammlung der Casa de América in Madrid. Ein weiteres Werk mit dem Titel La realidad…es asi! n°2 wurde in die Sammlung des Musée Bertrand in Châteauroux aufgenommen. Ein großer Teil der anderen Gemälde dieser Serie wurde von den Ralli-Museen erworben, insbesondere das große Triptychon La familia informal, das in der Dauerausstellung des Ralli-Museums in Marbella, Spanien, unter den fünf Schlüsselwerken zum Verständnis der Ralli-Sammlung zu finden ist.

#### Stillleben als synkretische Objekte

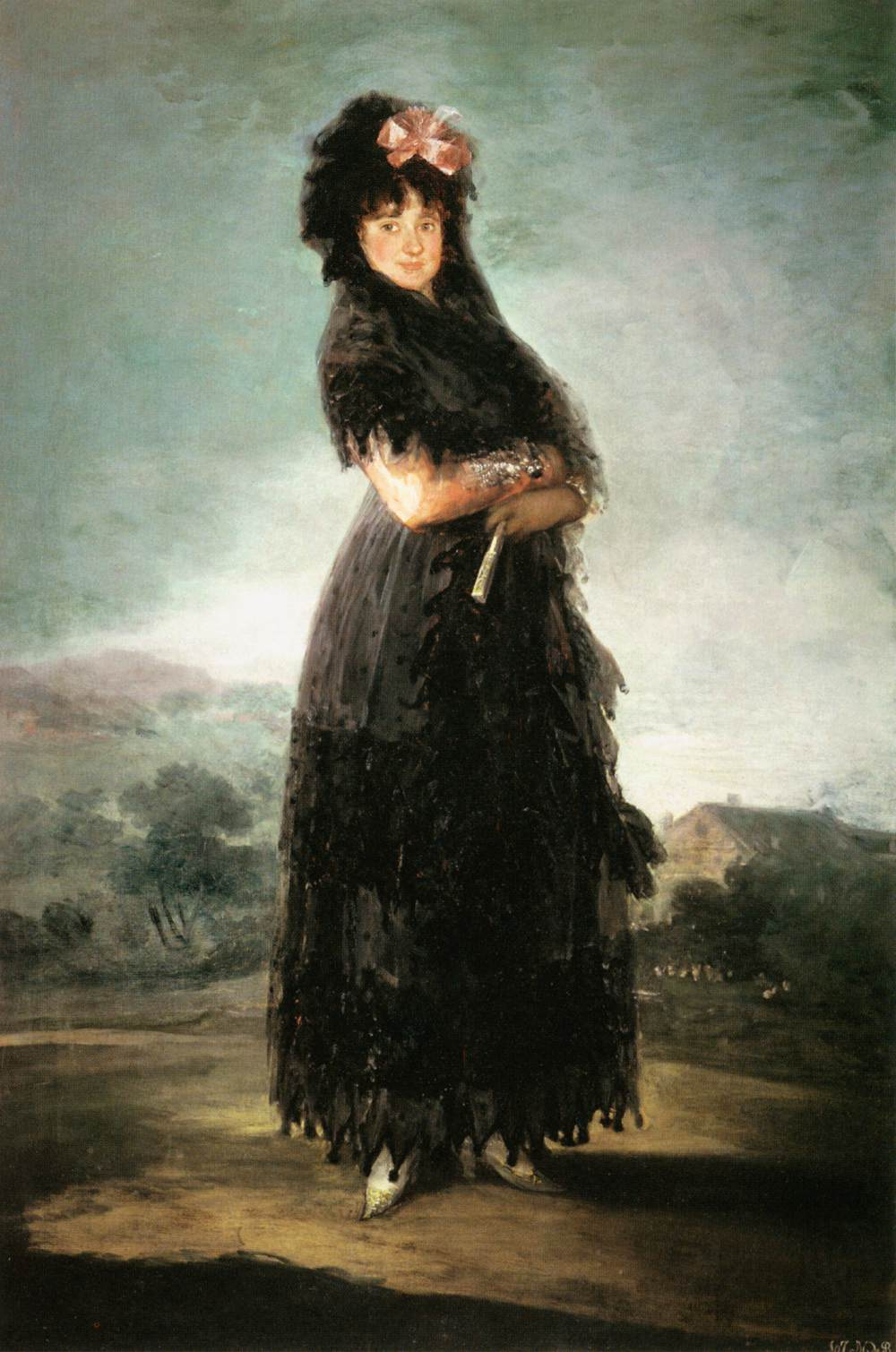
Goyas Porträt von Marie-Anne Waldstein findet sich in mehreren Gemälden von Braun-Vega, insbesondere in La realidad…es asi! n°2 (Goya).

Braun-Vega baute sein Werk auf Synkretismus sowie auf künstlerischer, kultureller, ethnischer und politischer Vermischung auf. Der Synkretismus kommt zum Beispiel zum Ausdruck, wenn er Fragmente aus verschiedenen Epochen der Ikonografie der westlichen Malerei in seine Bilder einfließen lässt oder wenn er europäischen Aktdarstellungen gemischte Akte verschiedener Herkunft gegenüberstellt. In den frühen 1990er-Jahren integrierte er zahlreiche Stillleben in seine Gemälde – oftmals kleinformatige Bilder, gemalt auf Holztafeln mit Reliefs, die sich harmonisch mit dem Volumen und der Perspektive der Darstellung verbinden. Damit knüpfte er an eine Technik an, die er bereits 1972 in seiner Serie „Das türkische Bad in New York“ erforscht hatte, bei der der Rahmen ein integraler Bestandteil des Kunstwerks ist, in dieses hineinragt und umgekehrt. Doch Braun-Vega gab nicht alles auf, was sein Werk inzwischen bereichert hatte.
So treten einige seiner Stillleben in einen Dialog mit denen von Cézanne, wie in Bodegón con piña (1991) oder Nature exotique (1993). Sie können aber auch im Vordergrund eines Dialogs mit Toulouse-Lautrec stehen, wie in La Factura (1993), mit Picasso, wie in Nature tragique n°1, oder mit Goya, wie in La realidad…es asi! N°2 (1992) aus der Sammlung des Musée Bertrand in Châteauroux. In jedem Fall möchte der Maler mit diesen mehr oder weniger exotischen Obst- und Gemüsesorten betonen, dass einige der uns am vertrautesten erscheinenden Sorten tatsächlich aus anderen Kontinenten stammen. Die synkretistische Dimension seiner Stillleben hob er unermüdlich hervor, selbst noch viel später, als er ein Stillleben inmitten einer viel größeren Komposition erscheinen ließ, wie es in dem Gemälde Unerwartete Begegnungen am Alten Hafen (nach Velázquez) der Fall ist.

#### Der Maler als Pädagoge
Im Rahmen eines Projekts des französischen Bildungsministeriums zur künstlerischen Bildung mit dem Ziel, die Kultur für alle zugänglich zu machen, organisierte die Académie d'Orléans-Tours zwischen 1995 und 1996 eine Reihe von Ausstellungen der Werke von Herman Braun-Vega in sieben französischen Städten (Orléans, Tours, Châteauroux, Rezé, Besançon, Bourges und Blois). Die Organisatoren des Programms, das die Kultur als Mittel zur Harmonie fördern möchte, interessierten sich für seine Malerei, weil sie eine Vision der europäischen Kultur von einem anderen Kontinent aus vermittelt und zugleich als Einladung zur Entdeckung anderer Kulturen verstanden wird.
Braun-Vega engagierte sich vorbehaltlos für das Projekt. Er erklärte sich gerne bereit, den Schülern, die die Ausstellungen besuchten, seine Bilder zu erläutern. Er bezeugte seine gemischte Herkunft und erklärte, dass er nicht hier wäre, wenn die Spanier den amerikanischen Kontinent nicht entdeckt hätten. Er verurteilte nicht deren Ankunft, sondern nur die Gewalt, die sie begleitete, und bekannte sich zu der daraus hervorgegangenen kulturellen Vermischung, die in seinem Werk klar zum Ausdruck kommt. Er betonte die Pflicht zur Erinnerung, um nicht in die Barbarei zu verfallen, und machte seine Malerei zu einem wirklichen Mittel der Erkenntnis. Braun-Vega nahm seine Rolle als Künstlerpädagoge sehr gewissenhaft wahr und beteiligte sich sogar an den Aktivitäten der Schüler. Die Schulbuchverlage haben den pädagogischen Wert von Braun-Vega übrigens erkannt, denn seit 1984 werden Dutzende von Spanischlehrbüchern für französische Schüler mit seinen Werken illustriert.

#### Der Meister der Interpikturalität

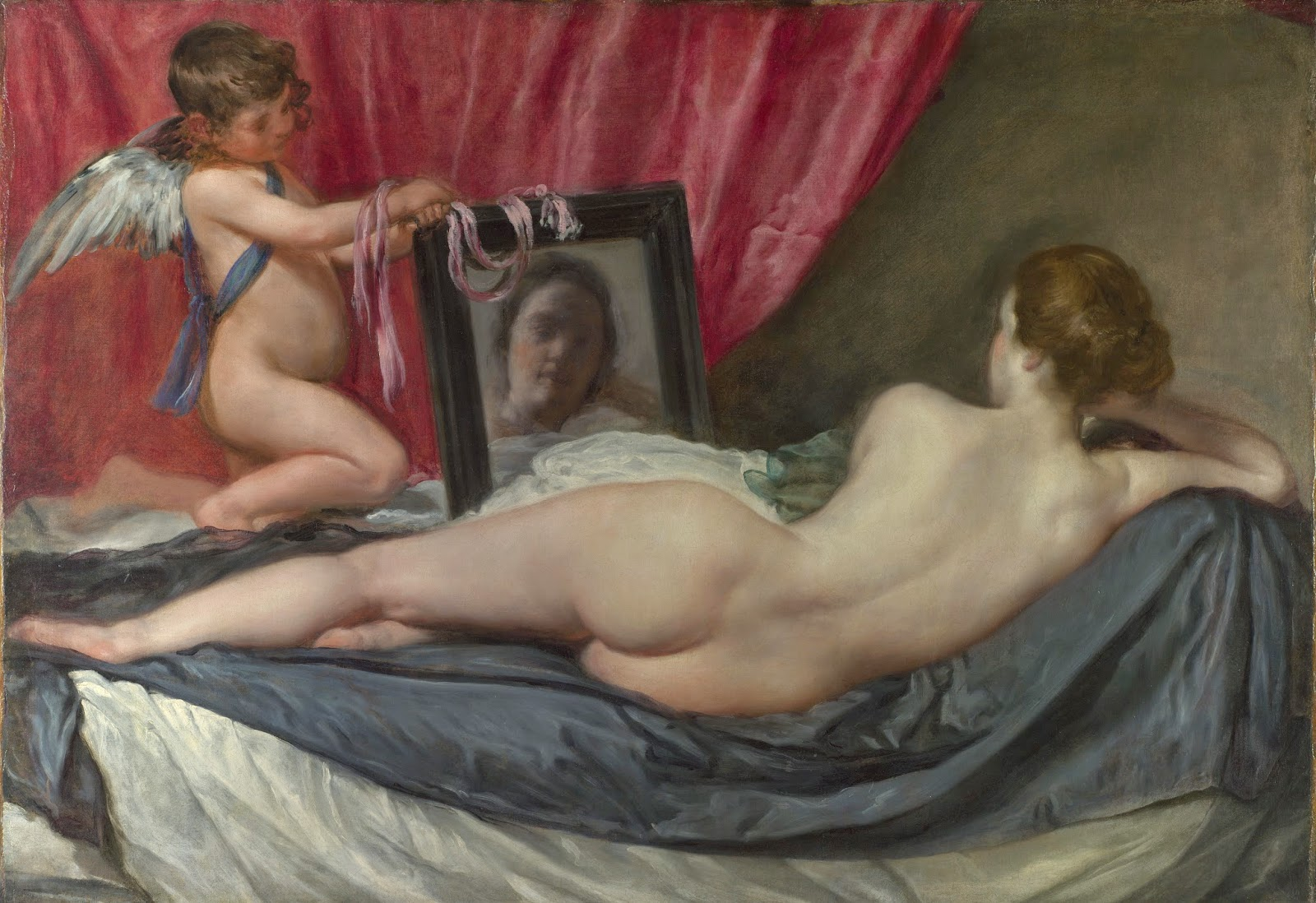
Venus vor dem Spiegel bildet trotz des Stilunterschieds mit Les demoiselles d'Avignon ein stimmiges Ganzes im Gemälde Après le bain…

In einem Kommentar zu seinem Gemälde Músico en el mercado erklärte Braun-Vega Mitte der 1990er Jahre, er wolle sich von seinen üblichen Verweisen auf die westliche Ikonografie befreien und lediglich die von Jean-Luc Chalumeau beschriebenen Stilmischungen beibehalten. Er sagte, er habe beschlossen, sich selbst zu „erben“, und konzentrierte sich auf den formalen Aspekt seines eigenen Erbes, wie man in einigen seiner Stillleben sehen kann, in denen weder soziale noch politische Inhalte noch Verweise auf die westliche Ikonographie zu finden sind. Dies gilt zum Beispiel für Nature méditerranéenne (1993), Compotier aux chirimoyas (1994) oder Mercadillo (1995), aber diese Beispiele bleiben die Ausnahme. In der Tat wird der Künstler, wie er selbst sagt, von seinen natürlichen Neigungen „eingeholt“.
Und tatsächlich enthalten seine Werke ab 1980, abgesehen von seinen Porträts, fast immer Bildzitate. So dass für einige Kritiker die Aneignung das Hauptmerkmal seines Werks darstellt. Aufgrund dieser Eigenschaft wurde er vom chilenischen Schriftsteller Roberto Gac als „Meister der Interpikturalität“ bezeichnet, ein Titel, den die Presse bei der Bekanntgabe seines Todes aufgriff. Die von Braun-Vega praktizierte Aneignung ist jedoch nicht allein deshalb bemerkenswert, weil sie systematisch erfolgt. Der Maler tritt in einen Dialog mit dem passenden Bild, das in einen neuen Kontext gesetzt und dadurch mit neuem Inhalt und neuer Bedeutung aufgeladen wird. Auf formaler Ebene ist seine Kunst der Aneignung auch aufgrund seiner Meisterschaft in der Vermischung von Stilen bemerkenswert. So ist es nicht ungewöhnlich, dass die Malerei von Velázquez auf die von Picasso in einem Gemälde trifft, wie zum Beispiel in Après le bain… (Vélasquez, Rembrandt, Picasso), wo die Venus vor dem Spiegel  neben Les demoiselles d'Avignon steht. Dabei lässt sich Braun-Vega jedoch stets von dem Bestreben leiten, ein kohärentes Ganzes zu schaffen.

#### Die Kontroverse um „Liquid Art“

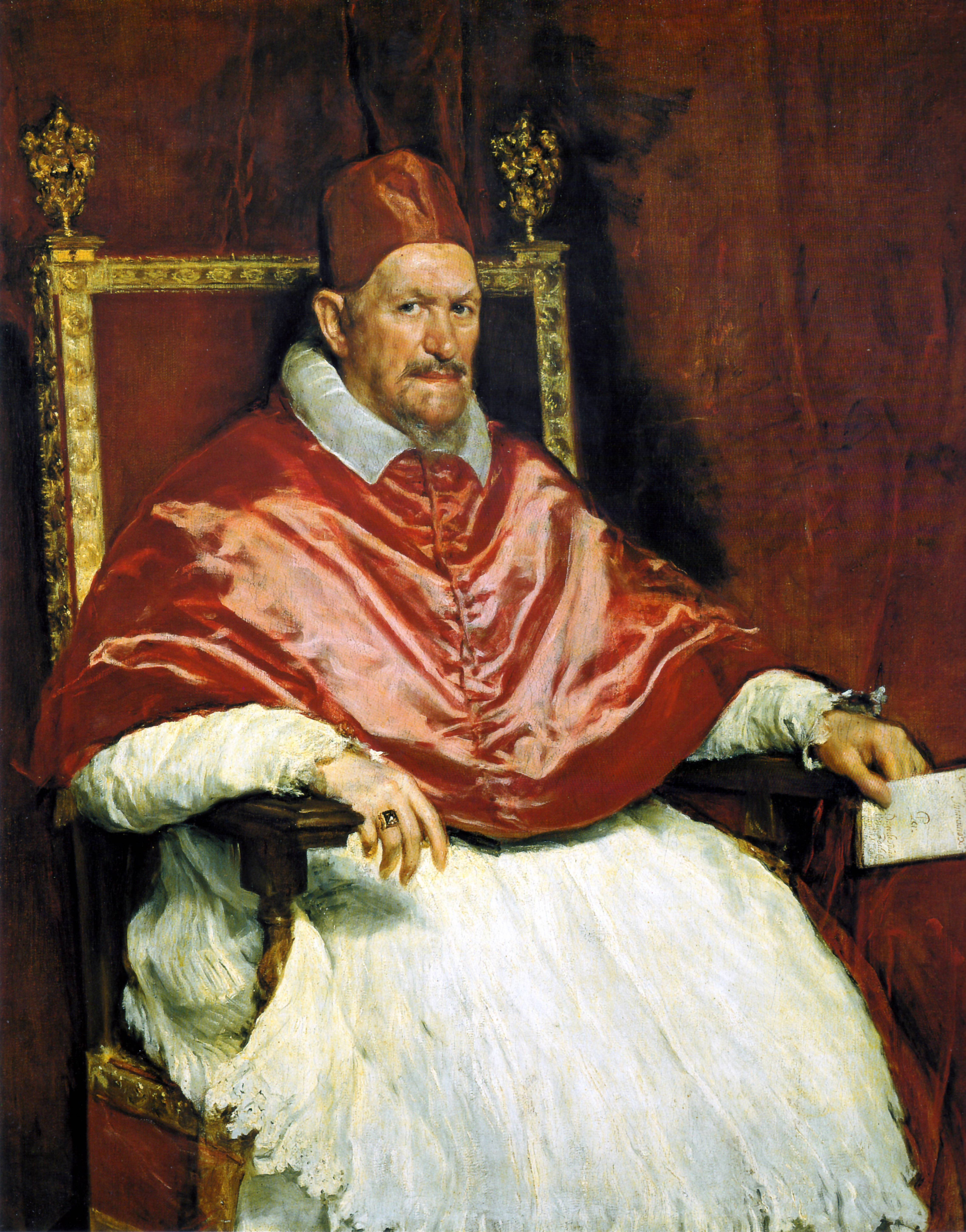
Mit seinen Aneignungen des Porträts von Vélasquez' Innozenz X. prangert Herman Braun das Doppelspiel der Kirche an.

Der Soziologe Zygmunt Bauman zählt Braun-Vega in seinem Buch „Liquid Life“ zusammen mit Manolo Valdés und Jacques Villeglé zu den herausragendsten Vertretern der „Liquid Art“. Bauman, der die Werke von Braun-Vega während der fünften Ausgabe der Kunstmesse Art Paris im Carrousel du Louvre entdeckte, sah in ihnen unmögliche Begegnungen zwischen zeitgenössischen Figuren und anderen Figuren aus berühmten Gemälden einer anderen Epoche. Er interpretierte diese Anachronismen als Verlust der zeitlichen Orientierung und meint, dass diese Werke repräsentativ für die flüssige Welt sind, in der die Zeit verrinnt, ohne voranzukommen, in der Anfang und Ende, Fortschritt und Rückschritt, Lernen und Vergessen miteinander verschmelzen und jede Planung, jedes Projekt unmöglich machen.
Unmittelbar nach Erscheinen des Buches schrieb Braun-Vega einen Brief an Bauman, in dem er diese Analyse seines Werkes kategorisch zurückwies und erklärte, dass er im Gegenteil seit 35 Jahren daran arbeite, diese flüssige Welt – eine Welt ohne Gedächtnis – anzuprangern. Er schickte auch einen Brief an den Verleger, der im folgenden Jahr in dem Buch Arte, ¿líquido? veröffentlicht wurde. Um seine Argumentation zu untermauern, geht er in diesem Brief nacheinander auf die Gemälde ein, die er anhand der Beschreibungen von Bauman identifizieren konnte. Er erklärt zum Beispiel, dass das Gemälde, das Velázquez' Papst Innozenz X. darstellt, der nicht wie in Baumans Beschreibung eine Erklärung von Johannes Paul II. in der Hand hält, sondern eine Zeitung, die die Pädophilie in der Kirche der Vereinigten Staaten kommentiert, den Titel Lasset die Kindlein zu mir kommen… trägt – ein ironischer Titel, der einen Satz aus der Bibel aufgreift. In diesem wie auch in den anderen Gemälden ist der von Braun-Vega eingeführte Anachronismus nicht umsonst. In diesem Fall suggeriert er eine Kontinuität in der Geschichte. Hinter Papst Innozenz X. steht eine Figur aus einem Gemälde von Caravaggio, dessen ausschweifendes Leben von den Würdenträgern des Vatikans lange geschützt wurde. Sie verweist auf die seit jeher heuchlerische Haltung der Kirche gegenüber der Sexualität. Braun-Vega, dessen Werk als Reaktion auf die flüssige Welt zur Bekämpfung von Sinnlosigkeit und Vergessen konzipiert ist, kommt in seinem Brief zu dem Schluss, dass seine Kunst die Antithese zur von Bauman definierten flüssigen Kultur ist.

#### Der Maler der Erinnerung
Für Braun-Vega fehlt es an kollektiver Erinnerung. Die dramatischen Ereignisse der Gegenwart zeigen, dass wir nicht aus der Vergangenheit lernen. Um uns also zu warnen, entschied er sich dafür, die Erinnerung an einige dieser Ereignisse in seinen Gemälden mithilfe von Tintenübertragungen aus Zeitungsausschnitten festzuhalten. Er möchte diese Erinnerung weitergeben, und versucht, um ein möglichst breites Publikum zu erreichen, das Gedächtnis des Betrachters zu aktivieren, indem er die Strategie der drei Erinnerungen anwendet, die verschiedene, mehr oder weniger leicht zugängliche Zugänge zum Inhalt seiner Gemälde darstellen. Braun-Vega unterscheidet zwischen dem kultivierten oder historischen Gedächtnis, das durch die Ikonographie der großen Meister vermittelt wird, dem sozialen und politischen Gedächtnis, das durch die Einbeziehung zeitgenössischer Situationen angesprochen wird, sowie dem Gedächtnis individueller Alltagserfahrungen. Während Ersteres vor allem gebildeten Menschen zugänglich ist, die kunsthistorische Bezüge erkennen oder sich von einem Déjà-vu-Gefühl angesprochen fühlen, wird das soziale und politische Gedächtnis bei jedem aktiviert, der neugierig genug ist, die übertragenen Zeitungsausschnitte zu entziffern. Schließlich ist das Alltagsgedächtnis auch für Kinder zugänglich, die dank Braun-Vegas klarer Bildsprache mühelos erkennen, was dargestellt wird. So kann jeder Betrachter einen persönlichen Zugang finden, indem er auf sein eigenes Gedächtnis zurückgreift.

#### Das Spiel der Filiationen

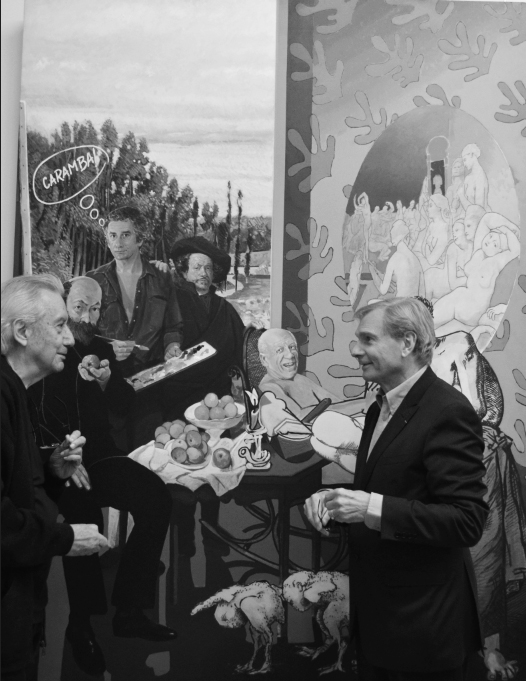
Herman Braun-Vega (links) mit Jean-Luc Chalumeau vor dem Gemälde ¡Caramba!

Nach einer Reihe von Ausstellungen mit dem Titel Mémoires zwischen 2005 und 2009 folgte eine Reihe von Ausstellungen mit dem Titel Mémoires et Filiations zwischen 2010 und 2015. Seit er begonnen hatte, explizit auf die Kunstgeschichte Bezug zu nehmen, interessierte sich Braun-Vega für die künstlerischen Filiationen, die zwischen den großen Meistern der Malerei bestehen. Schon 1983 hatte er in seinem Gemälde ¡Caramba! explizit seine Vorbilder in der Malerei benannt und auf den Aufruf von Jean-Luc Chalumeau zu einer Gruppenausstellung mit dem Titel Tel peintre, quels Maîtres? in der Galerie Christian Cheneau in Paris reagiert. Doch in seinen letzten Jahren versuchte er immer wieder, die Filiationen hervorzuheben, die sein Werk durchziehen. So wird sein Gemälde Que tal? Don Francisco à Bordeaux ou le rêve du Novillero durch den sukzessiven Einfluss von Velázquez auf Goya, dann von diesen beiden auf Monet und schließlich von Monet auf Manet motiviert. In dem Gemälde Paul retouchant un tableau de Henri geht es um die Beziehungen zwischen Gauguin und Matisse. Und es ist die doppelte Beziehung aus Freundschaft und Rivalität zwischen Matisse und Picasso, die er in dem Gemälde Don Pablo baila un huayno (danza andina de la sierra peruana) bajo la mirada sorprendida de Matisse darstellt. Braun-Vega ist der Ansicht, dass Maler eine große Familie bilden, und um diese Familie geht es auch in seinem Autoportrait en famille, in dem er sich selbst zusammen mit Picasso, Velázquez und Rembrandt darstellt.

## Ehrungen und Auszeichnungen

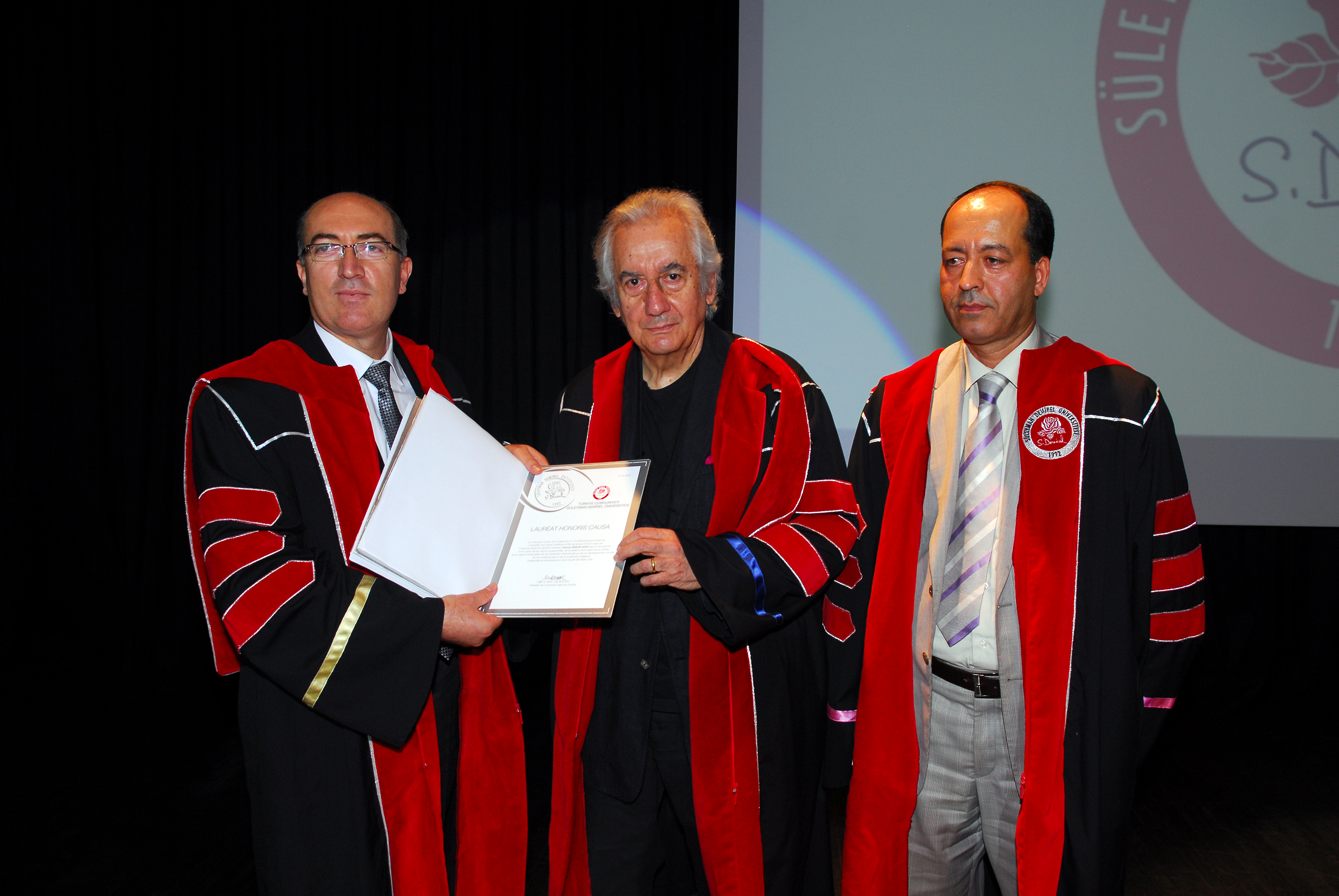
Herman Braun-Vega erhält seine Ehrendoktorwürde von der Süleyman Demirel Universität in Isparta, Türkei.

- Herman Braun-Vega erhält seine Ehrendoktorwürde von der Süleyman Demirel Universität in Isparta, Türkei.1976 : Jurymedaille der 4. Internationale Grafik Biennale Frenchen, Bundesrepublik Deutschland.[215]
- 1981: Erwähnung in der Kategorie Gravur durch die Jury der IV. Amerikanischen Biennale für Grafik in Cali, Kolumbien.
- 2009 : Ehrendoktor der Süleyman-Demirel-Universität in Isparta, Türkei.
- 2010 : Großoffizier des Ordens El Sol del Perú „Al Mérito por Servicios Distinguidos“.
- 2017 : Großkreuz des Ordens El Sol del Perú  „Al Mérito del Servicio Diplomático del Perú José Gregorio Paz Soldán“.[216]
- 2019 : Dreiunddreißig Künstler ehrten ihn mit der Ausstellung Herman Braun-Vega: vida y expresión de un artista del mestizaje im Kulturzentrum der Päpstlichen Katholischen Universität von Peru.[217]